# شریف‌آباد (اردکان)
شریف‌آباد اردکان روستایی در حاشیه جنوب شرقی اردکان و در اقلیمی گرم و خشک است.

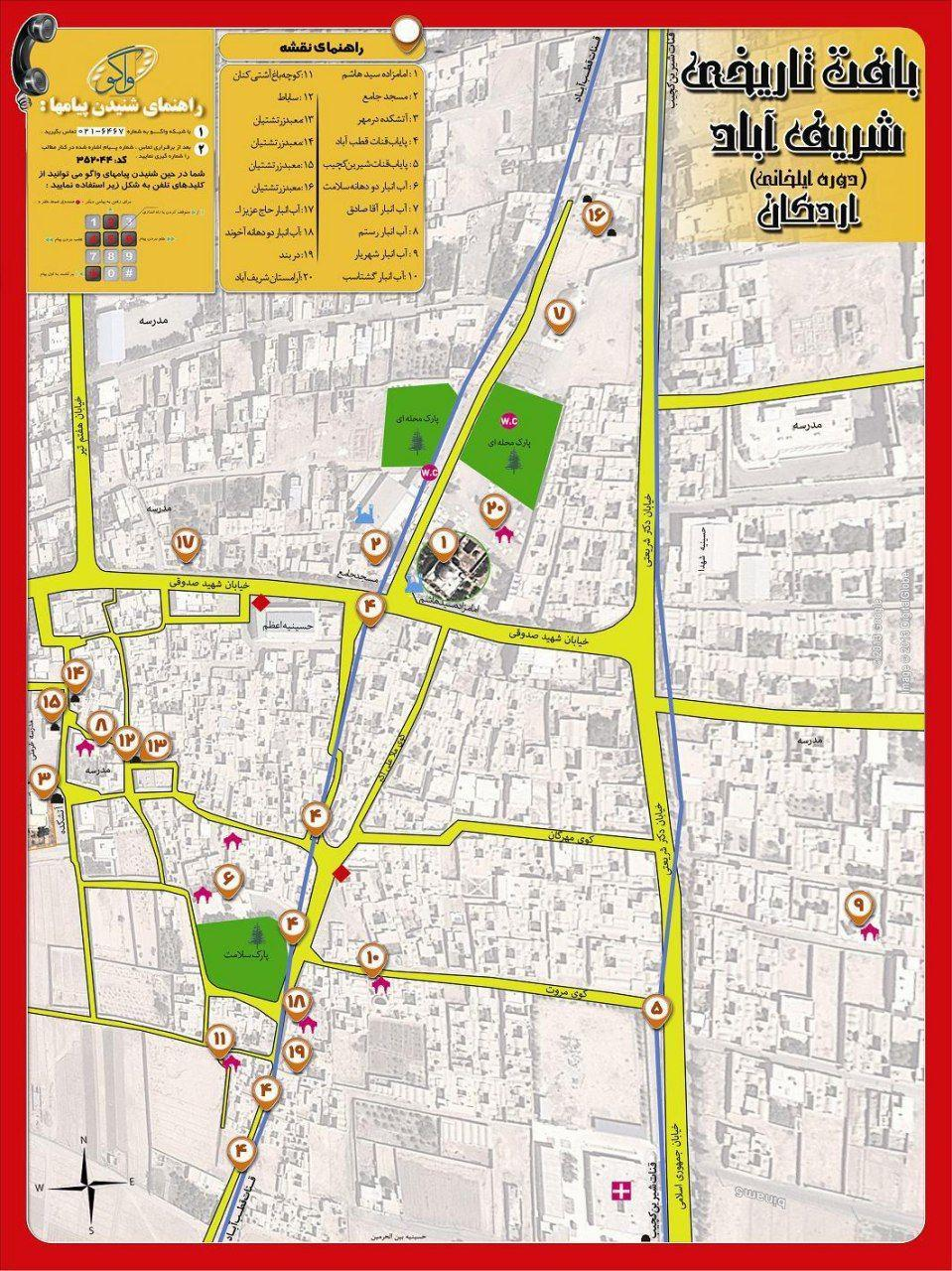
نقشه بافت تاریخی شریف‌آباد. تهیه نقشه از دکتر سعید برخورداری

## پیشینه و فرهنگ
شریف‌آباد اردکان روستایی در حاشیه جنوب شرقی اردکان و در اقلیمی گرم و خشک است که عبور قنات ۱۰۰۰ساله قطب آباد از وسط این روستا به آن طراوت و تازگی خاصی داده است. در یک طرف شریف‌آباد بافت تاریخی خانه‌های زرتشتیان و در طرف دیگر امامزاده ای قرار گرفته که ترکیب جالب این دو ساختار؛ همراه با زندگی مسالمت آمیز پیروان دین اسلام و دین زرتشت طی صدها سال گذشته چهره ای همدلانه به این روستا بخشیده است و باعث جذب توریستهایی از کشورهای مختلف شده تا شاهد تاریخ کهن، جاذبه‌های مذهبی و زندگی زیبای مردمان این دیار باشند. قرنهاست مسلمانان این روستا برای عبادت به مسجد خود و زرتشتیان به آتشکده روستا می‌روند و عقاید هم را محترم می‌شمارند. در مورد تاریخ شریف‌آباد اردکان در کتاب رستم بلیوانی آمده است که: «نام بانی شریف‌آباد را عده‌ای شرف‌شتردار و بعضی شهریار زرتشتی می‌دانند و معتقدند نام قبلی آن شهریار آباد بوده است و بعداً به شرف‌آباد و شریف‌آباد تغییر نام یافته است».
تا دهه۱۳۳۰شمسی روستای شریف‌آباد بیرون از شهر اردکان قرار داشت و ساکنان زرتشتی ترجیح می‌دادند محل زندگی مستقل از شهر اردکان داشته باشند. به تدریج با رشد شهر اردکان و رفع برخی محدودیت‌ها، شریف‌آباد داخل شهر قرار گرفت و تبدیل به یکی از محلات اردکان شد. شریف‌آباد دو محله اصلی داشت محله قدیمی تر برای زندگی زرتشتیان و محله جدیدتر برای زندگی مسلمانان روستا بود. خانه‌های قسمت زرتشتی نشین عمدتاً محقر و کوچک و تا سال ۱۸۹۸ فاقد بادگیر بودند.

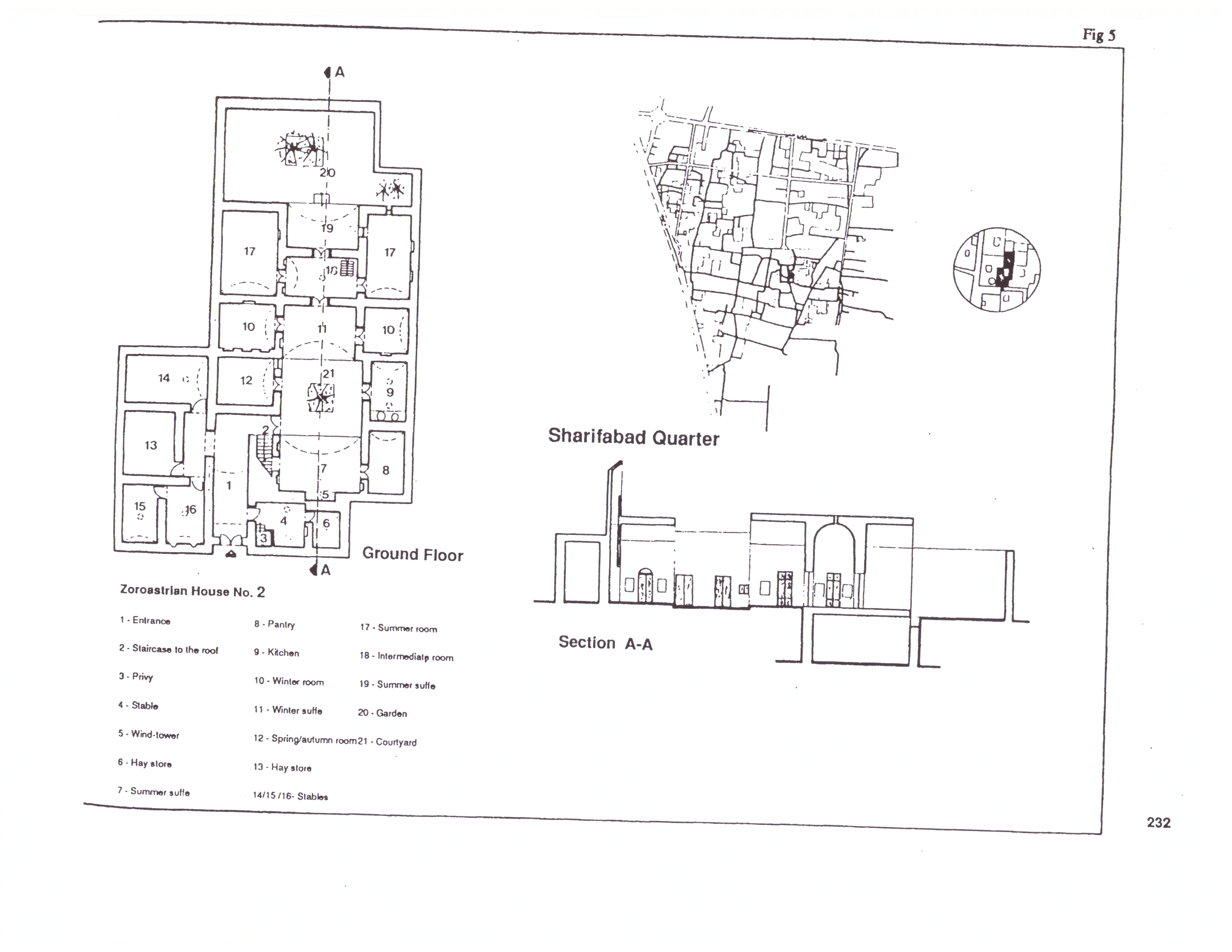
نقشه خانه زرتشتیان شریف‌آباد اردکانMap of Sharifabad Ardakan Zoroastrian House

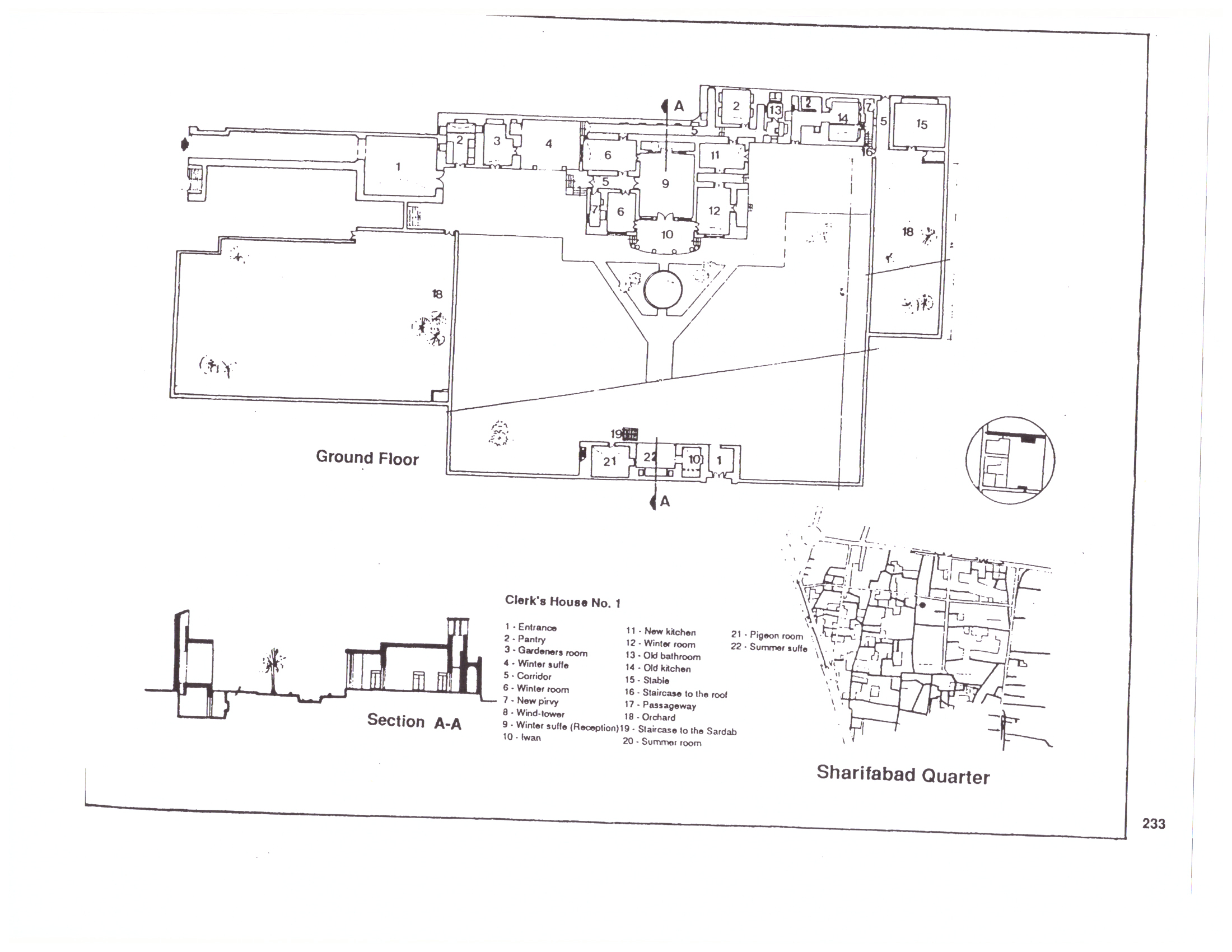
نقشه خانه زرتشتیان شریف‌آباد اردکان

### شغل مردم شریف‌آباد
شغل مردم شریف‌آباد در گذشته عمدتاً کشاورزی بوده و در صحرای عصمت آباد و الله‌آباد کشاورزی می‌کردند ولی به مرور زمان و با کاهش آب‌های قنواتی و زیرزمینی به مشاغل صنعتی، تولیدی و خدماتی روی آوردند. در حال حاضر تعدادی از مردم مسلمان این روستا صنعتگران و تولیدکنندگان موفقی هستند و در صنایع کاشی و سرامیک و شیشه استان یزد نقش آفرینی می‌کنند کارخانجات شیشه اردکان، کاشی صدف، کاشی گلسرام، کاشی ارم، کاشی برج، کاشی میلاد مهریز، کاشی پرسلان سنا، کاشی سالار نایین، خاک چینی الماس، لعاب صنعتی شریف و آهک صدرا ساروج و… از جمله این واحدهای تولیدی می‌باشند. برخی از زرتشتیان شریف‌آباد نیز به شهرهای بزرگ ایران خصوصاً تهران مهاجرت کرده و از تحصیلات عالیه برخوردارند و پاره ای نیز به کانادا و آمریکا مهاجرت و در شغل و زندگی خود موفق هستند.

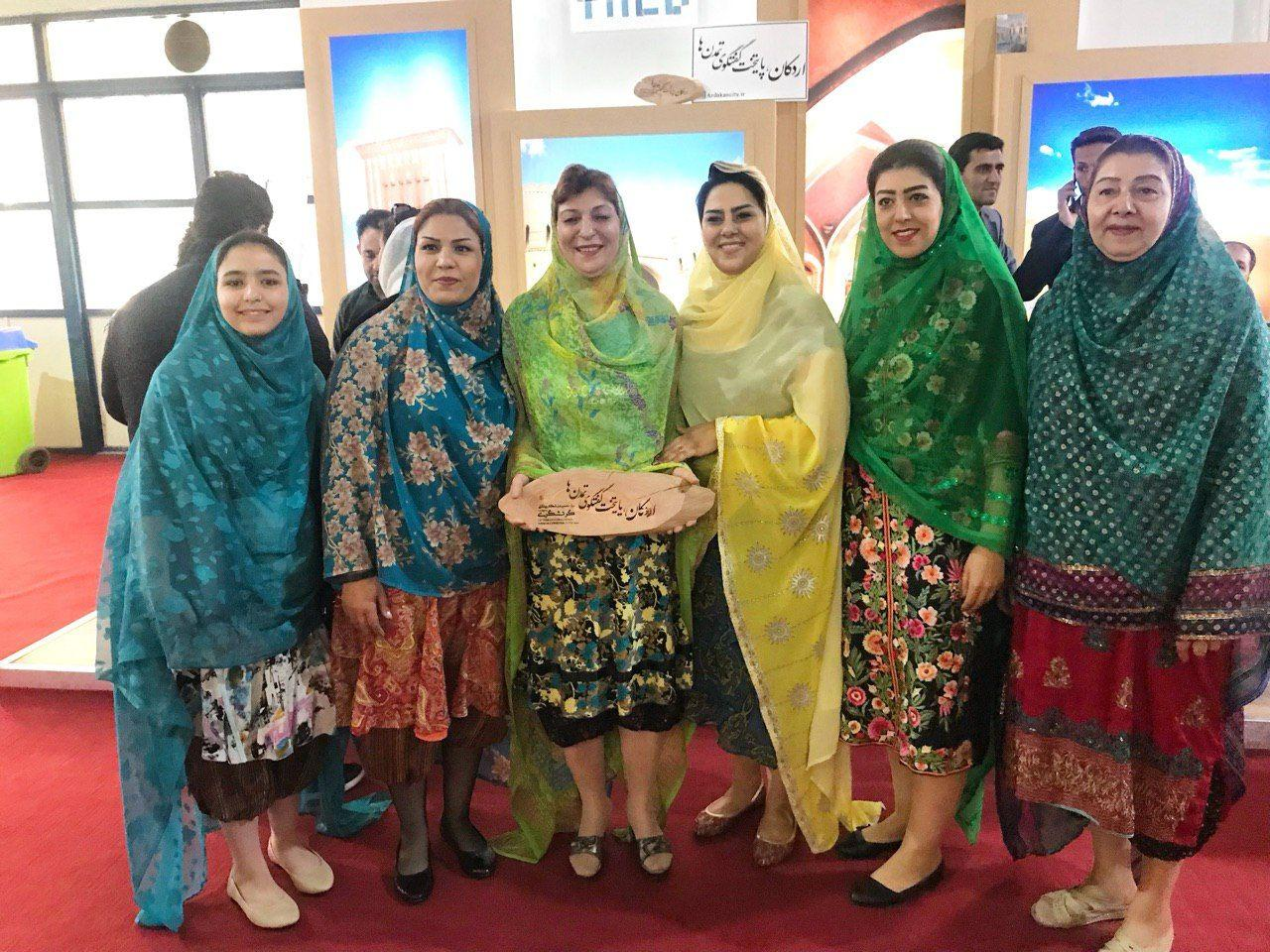

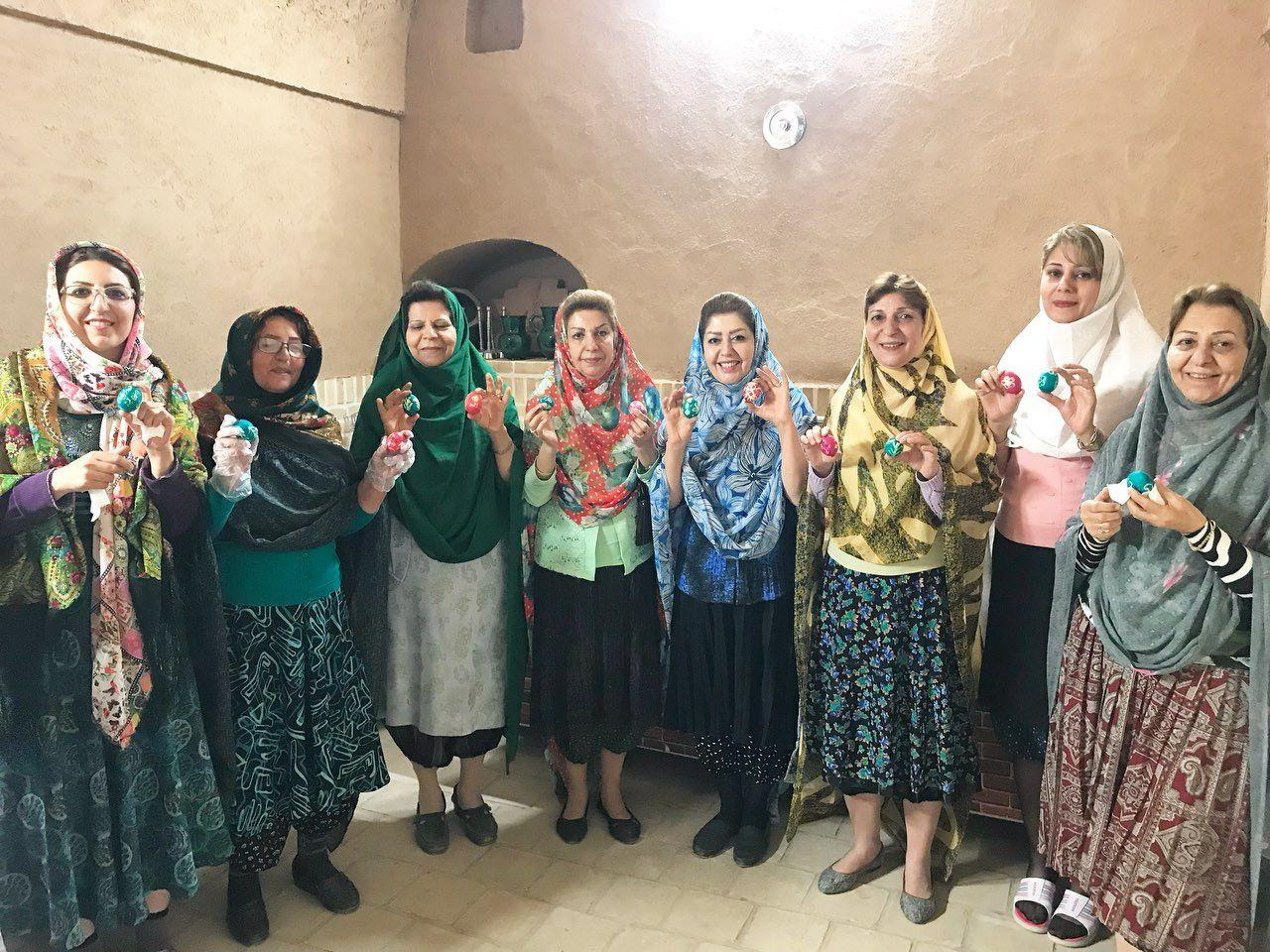
تعدادی از زنان زرتشتی شریف‌آباد با لباس سنتی زرتشتیان

### آداب و رسوم مذهبی زرتشتیان شریف‌آباد
در تاریخ زرتشتی، شریف‌آباد اردکان طی دوره‌ای طولانی به عنوان «مهم‌ترین کانون حفظ باورهای سنتی و راست‌دینی زرتشتی در ایران و محل اسکان موبدان موبد بزرگ برای چندین سده» اهمیت تاریخی و پژوهشی بسیار داشته و دارد. با توجه به جایگاه و اهمیت شریف‌آباد است که مری بویس نویسنده شهیر انگلیسی عنوان کتاب خود را با الهام از آن «دژ تسخیرناپذیر زرتشتی» گذاشته است، تصویر زنده و صمیمانه‌ای که بویس از زندگی ساده و عمیقاً راست‌دلانه و آیین‌وندانهٔ روستاییان زرتشتی شریف‌آباد ارایه می‌دهد… منبع ارزشمندی برای پژوهش در باورها و آیین‌های معاصر زرتشتی است.

### هیرومبا آتش سنتی زرتشتیان شریف‌آباد اردکان

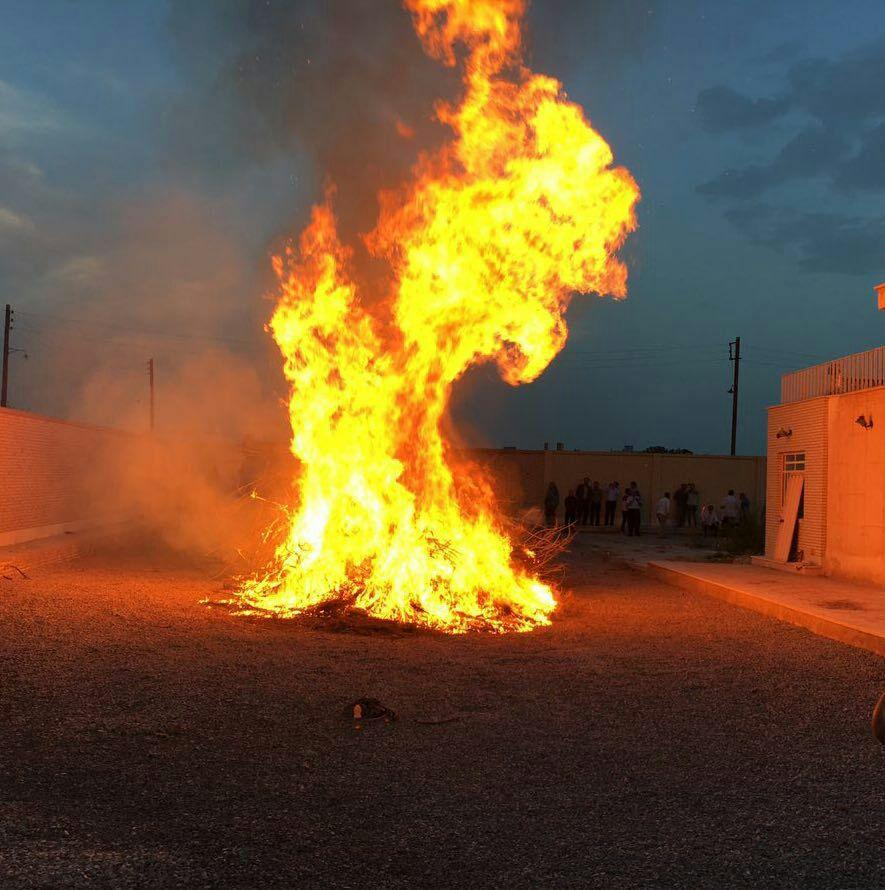
هیرومبا آتش سنتی زرتشتیان شریف‌آباد

آتش سنتی زرتشتیان شریف‌آباد که به هیرمبا معروف است بین روزهای ۲۵ تا ۲۹ فروردین هر سال برگزار و مورد استقبال زیادی قرار می‌گیرد.
جشن هیرمبا یکی دیگر از مراسم کهن و سنتی ایرانیان است که توسط زرتشتیان شریف‌آباد اردکان در پیچ و خم تاریخ کهنسال این دیار، هنوز به چشم می‌خورد. برپایی و زنده نگاه داشتن این سنت از یک طرف و از سوی دیگر روش برپایی آن که همه و همه از پیر و جوان، زن و مرد از شروع تا پایان آن سهیم هستند، جای شگفتی است. این جشن در روز اشتاد (واژه اشتاد به معنی راستی است) و ماه آذر قدیم که به معنی آتش است، برگزار می‌شود یعنی زمانی که ۱۰۰ روز مانده به نوروز، البته امروزه از ۲۵ تا ۲۹ فروردین برگزار می‌شود. واژه «هیر» در فرهنگ لغت به معنی آتش است و می‌توان آن را به جشن سده نسبت داد و نیز با توجه به جزئیات مراسم، همازوری، همدلی و پایداری همگان را با آتشکده محل نشان می‌دهد. پس هیرمبا را می‌توان این گونه معنی کرد: «آتش افزون باد یا آتش پایدار باد» و اینچنین آغاز می‌شود که پسین روز اَرت و آذرماه (۲۵ فروردین) به زیارت پیر هریشت می‌روند و شب را در آنجا به سر می‌برند و بامداد روز بعد یعنی اشتاد (۲۶ فروردین) به کوه‌های اطراف پیر، حرکت کرده و هیزم‌های خشک را که (غیزل) می‌گویند، جمع‌آوری می‌کنند که شاید تا نیمروز به طول انجامد. البته تعدادی نیز نذورات و خیراتی را که در نظر گرفته، انجام می‌دهند و خلاصه همهٔ شرکت کنندگان را با نان، شیر، پشمک، سیرگ، آبگوشت، خورشت و… پذیرایی می‌شوند. بعد از صرف ناهار گرد هم جمع می‌شوند و سخنرانی می‌کنند، از کسانی که خیرات انجام داده و به هر دلیلی همراهی و کمک کرده به نیکی یاد می‌شود و همه در جریان امر قرار می‌گیرند و در مورد کسانی که برای اولین بار شرکت دارند، مراسم چوب زنی اجرا می‌شود، شیرینی و شربت پخش می‌شود، بعد بار سفر می‌بندند و به سمت شریف‌آباد حرکت می ک‌نند. غیزل (بوته‌های خشک بیابان) را نیز با خود می‌برند و البته هر خانه‌ای نیز مقداری هیزم به آن اضافه می‌کند. در یک میدان، کوهی از هیزم انبار می‌شود و هنگام غروب تعدادی از مردان در کنار هیزم حلقه زده، فردی با صدای بلند افراد نامی و دینداران شریف‌آباد که جهان را بدرود گفته‌اند را یاد می‌کند و در جواب فرد دیگری می‌گوید خدایش بیامرزد و گروهی با صدای بلند می‌گویند هیرُمبا (شاید به این معنی باشد که مهر و دوستی‌ها ادامه دارد و پایدار است). در پایان توسط موبد محل که آفرینگان آتش بدست دارد و اوستا را زمزمه می‌کند، آتش هیرمبا روشن می‌شود و همه شادی کنان در اطراف آتش با دلهایی پر از مهر و دوستی، با اندیشه و گفتار و کردار نیک به نماز ایستاده و از اهورامزدا در خواست دارند که:
آتش این خانه (این مکان) هماره فروزان باد
آتش این خانمان پایدار باد
آتش این خانواده خاموش مباد
این خانه همیشه گشوده و آباد باد
و بعد، کمی از این آتش را به خانه‌ها برده و روز بعد به آتشکده برگشت می‌دهند.
این جشن در روزهای آسمان (۲۷ فروردین)، زامیاد (۲۸ فرودین) و مانتره سپند (۲۹ فروردین) ادامه دارد و در آن به انجام نذورات و دادن شیرینی و غیره در منزل خود یا آتشکده محل می‌پردازند و جمعاً پنج روز به طول می‌انجامد.»

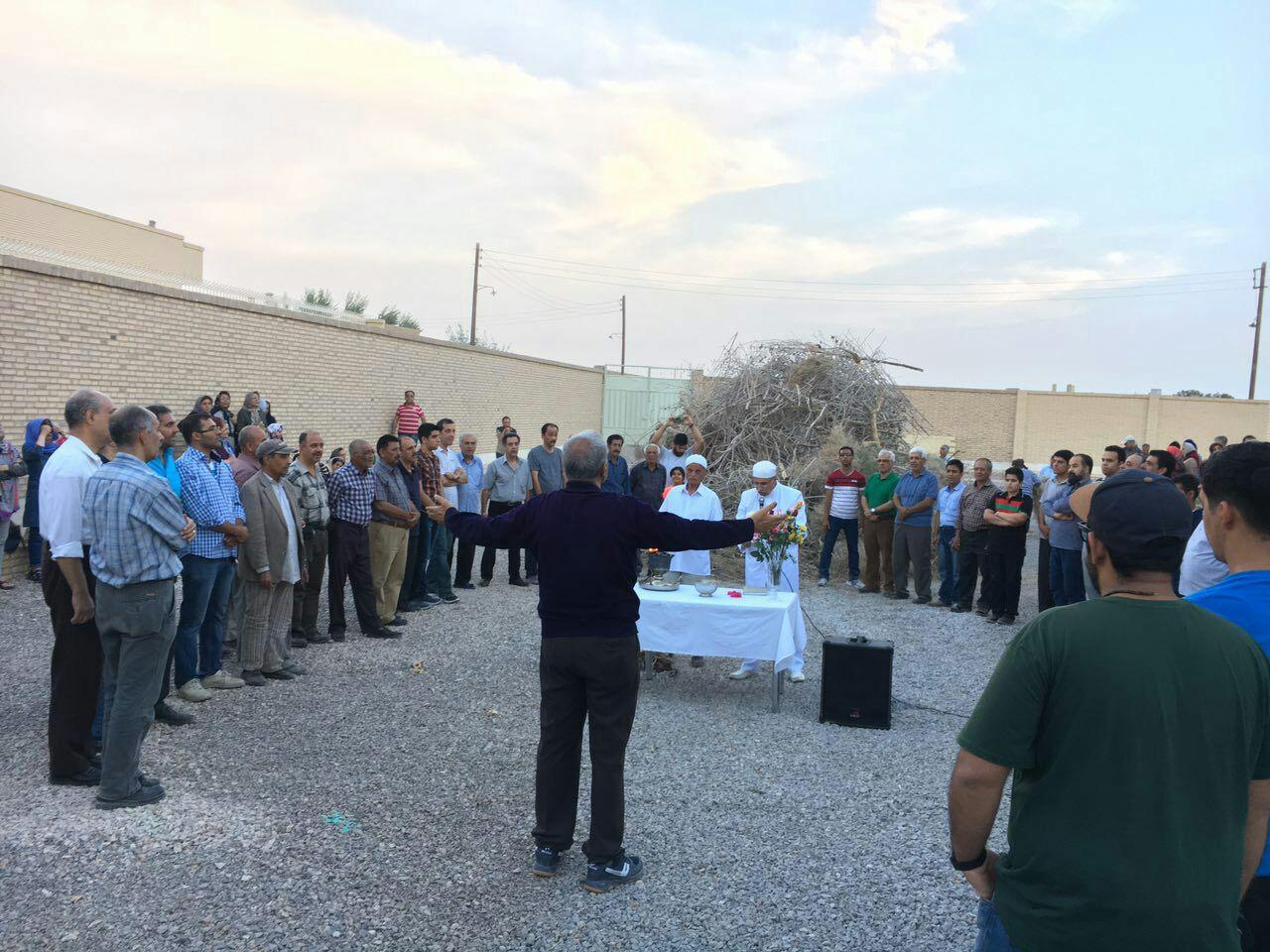
زرتشتیان شریف‌آباد اردکان در حال برگزاری مراسم جشن هیرمبا

### آئین پنجی یا آتش‌افروزی زرتشتیان شریف‌آباد
زرتشتیان پیش از سپیده دم روز اورمزد و فروردین ماه، آیین آتش‌افروزی را بر روی بام خانه شان انجام می‌دهند و بدین ترتیب به استقبال سال نو می‌روند. این مراسم بر اساس گاهشمار قدیم زرتشتیان سپیده دم روز ۲۸ تیر ماه است.

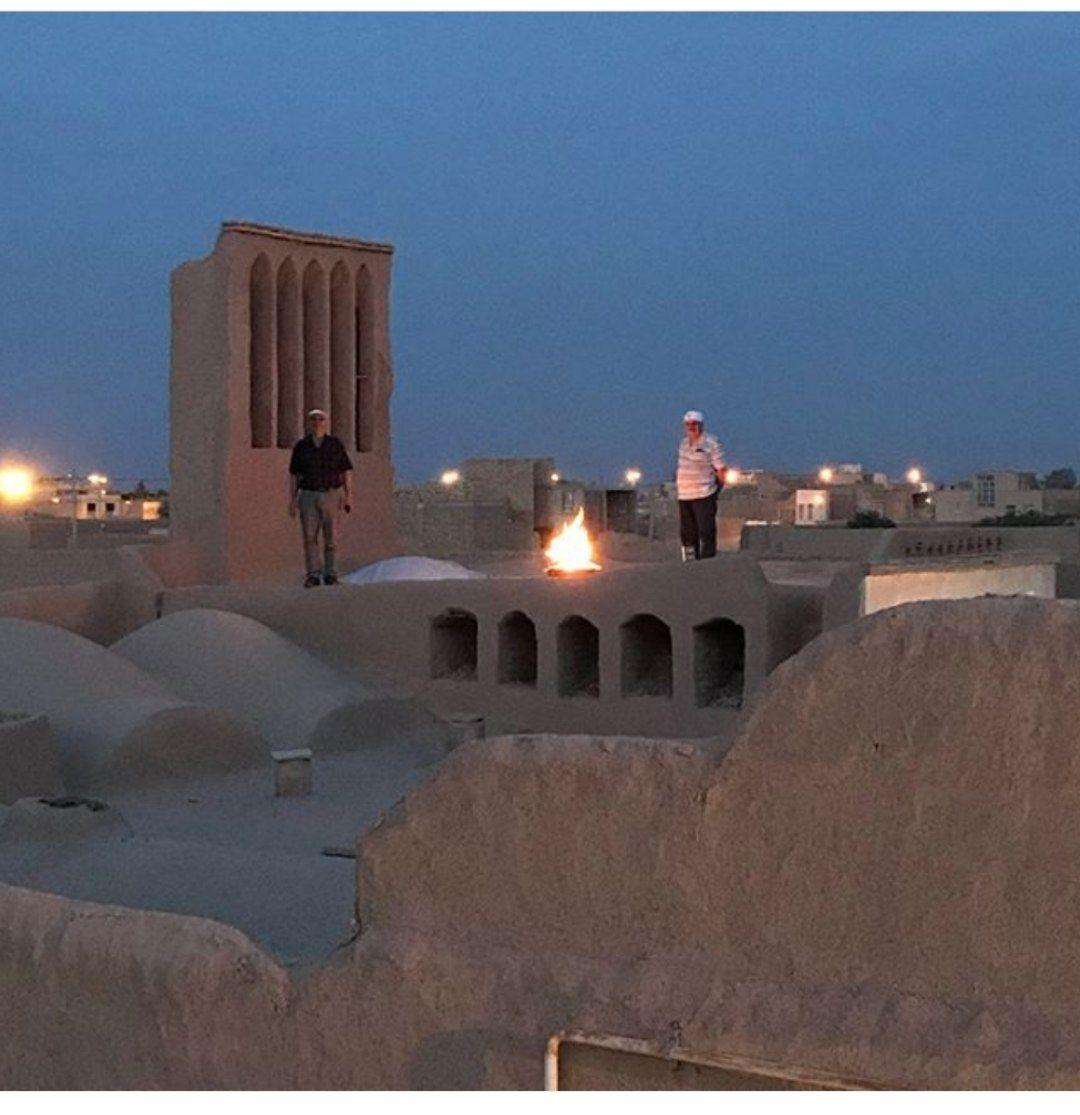
برگزاری آئین پنجی یا آتش‌افروزی بر پشت بام توسط زرتشتیان شریف‌آباد اردکان

### آداب و رسوم مسلمانان شریف‌آباد اردکان

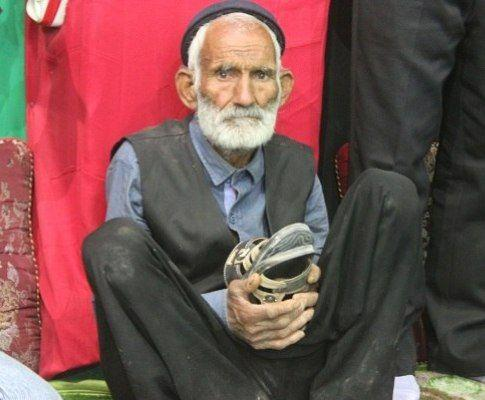
حضور پیرمرد مسلمان شریف‌آبادی در مراسم عزاداری حسینیه شهدای شریف‌آباد

### نخل گردانی

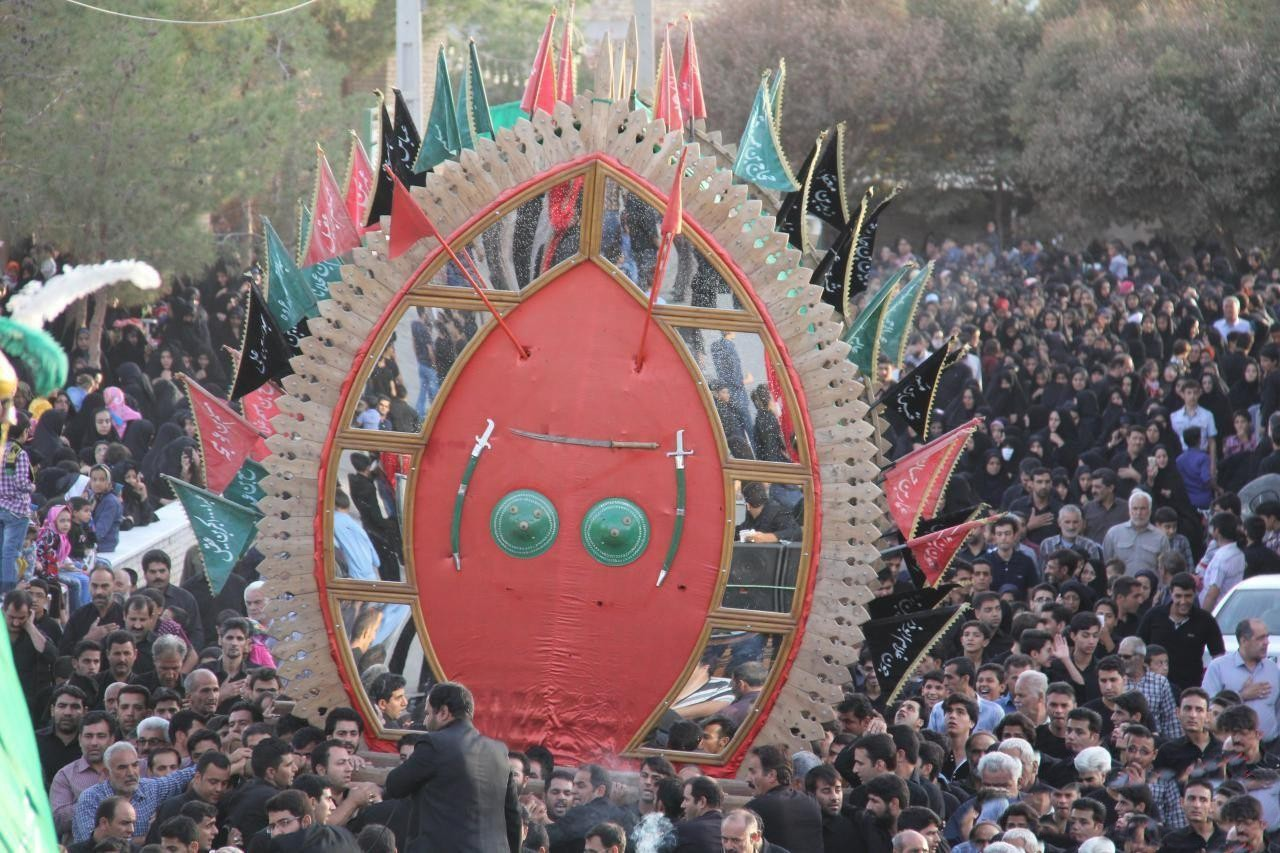
نخل گردانی حسینیه اعظم شریف‌آباد اردکان

همزمان با اولین روز از ماه محرم الحرام شریف‌آباد مسلمانان شریف‌آباد اردکان مراسم نخل گردانی و سینه زنی را به یاد امام سوم شیعیان برپا می‌دارند این مراسم طولانی‌ترین مراسم نخل گردانی در اردکان است که از حسینیه اعظم شروع و از کوچه مسجد جامع بطرف آب انبار آصادق و از طرف خیابان شریعتی و حسینیه شهدا به محل اولیه خود بازآورده می‌شود.

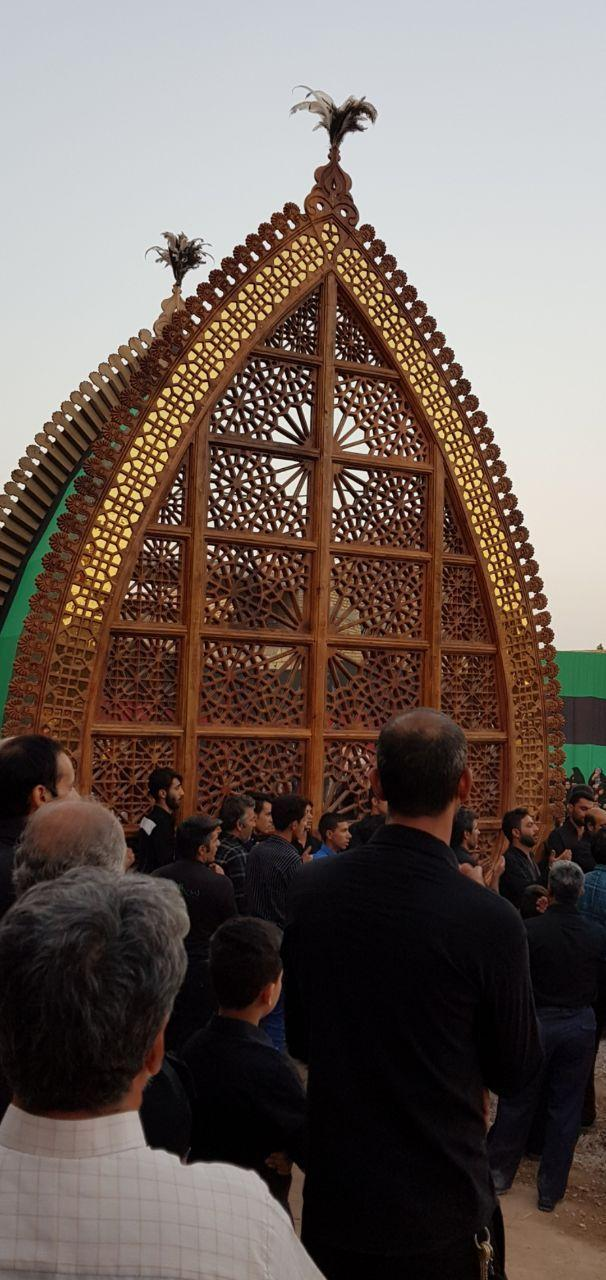
مراسم نخل برداری حسینیه بین الحرمین شریف‌آباد

## انجمن زرتشتیان شریف‌آباد
انجمن زرتشتیان شریف‌آباد قدمتی قریب یکصد سال دارد و به رتق و فتق امور زرتشتیان این روستا و اداره زیارت گاه‌های پیر هریشت و پیر سبز چک چکو می‌پردازد.

زن کهنسال زرتشتی شریف‌آباد

## گویش مردم شریف‌آباد
زرتشتیان روستای شریف‌آباد علاوه بر زبان فارسی به زبان پهلوی قدیم نیز سخن می‌گویند و رسم‌الخط و نگارش پهلوی قدیم را می‌دانند. مردم مسلمان نیز به لهجه شریف‌آبادی که متفاوت از سایر لهجه‌های اردکانی است صحبت می‌کنند.

## نامه‌های زرتشتیان
در گذشته مکاتباتی بین زرتشتیان ایران و هند صورت گرفته است که بخشی از این نامه‌ها بین دستوران زرتشتی ساکن روستاهای شریف‌آباد و ترک آباد اردکان با زرتشتیان هند بوده است. برخی از این نامه‌ها در هند نگهداری می‌شود.

## روابط زرتشتیان شریف‌آباد و بمبئی
ضرورت بازنگری در ضوابط و احکام زرتشتیان هند آنها را بر آن داشت تا طیفی از بهدینان به زعامت چانگاآسا در نوساری با هدف ایجاد وحدت رویه، از همکیشان خود در ایران یاری طلبند و از این رو فردی بهنام نریمان هوشنگ را با پرسش‌های متنوع در مورد ضوابط آیین زرتشت نزد موبدان روستاهای شریف آباد و ترک آباد فرستادند. این سفر نه تنها نخستین زمینه آگاهی زرتشتیان یزد از پارسیان هند بشمار می‌رفت بلکه تداوم روابط آنها تا ۳۰۰ سال بعد را باعث گردید.
حضور کمپانی هند شرقی در سرزمین هندوستان و روابط خوب پارسیان هند با این کمپانی شرایط تجارت را برای آنها فراهم آورده بود لذا زرتشتیان شریف‌آباد و سایر روستاهای زرتشتی نشین یزد ارتباط تجاری خوبی با بمبئی برقرار کردند و برخی هم بدانجا مهاجرت نمودند.

### مهاجرت زرتشتیان احمدآباد اردکان به شریف‌آباد
در متون تاریخی زردشتیان آمده است که چندین خانوار زردشتی در احمدآباد سکونت داشتند و حتی پرستشگاهی «درمهری» نیز در آنجا بنا نموده بودند. اما به مرور زمان زردشتیان احمدآباد به شریف‌آباد کوچ نمودند و سنگ آتشدان درمهر احمدآباد نیز به شریف‌آباد منتقل کردند و هم‌اکنون در آنجا نگهداری می‌شود و محلی که قبلاً درمهر زردشتیان بوده بعد از ویرانی به صورت زمین صافی درآمده است.

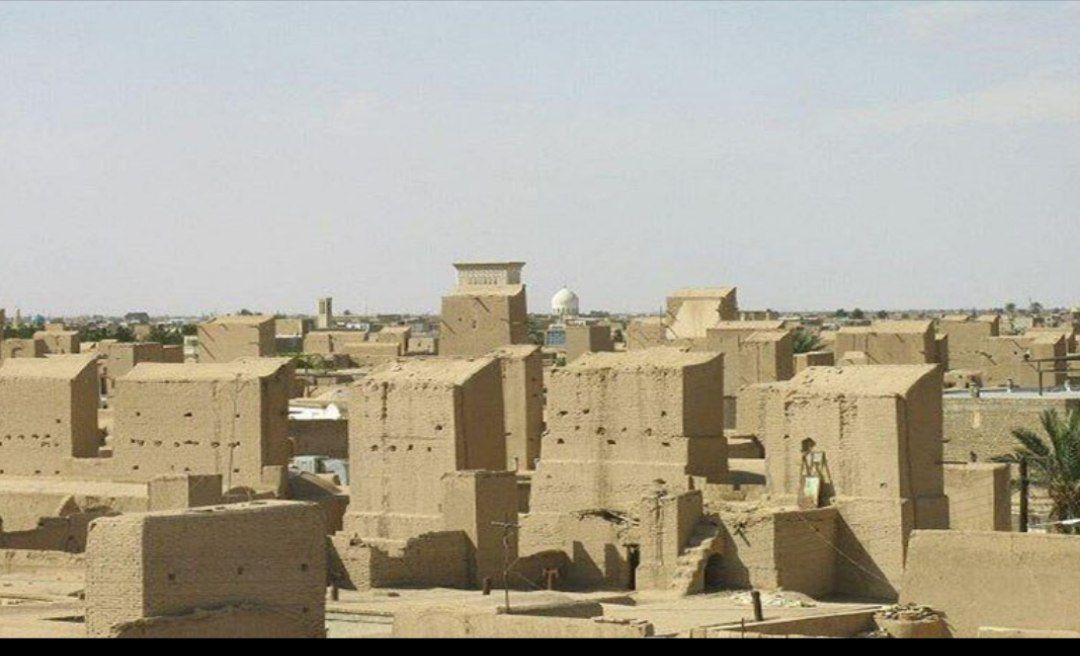

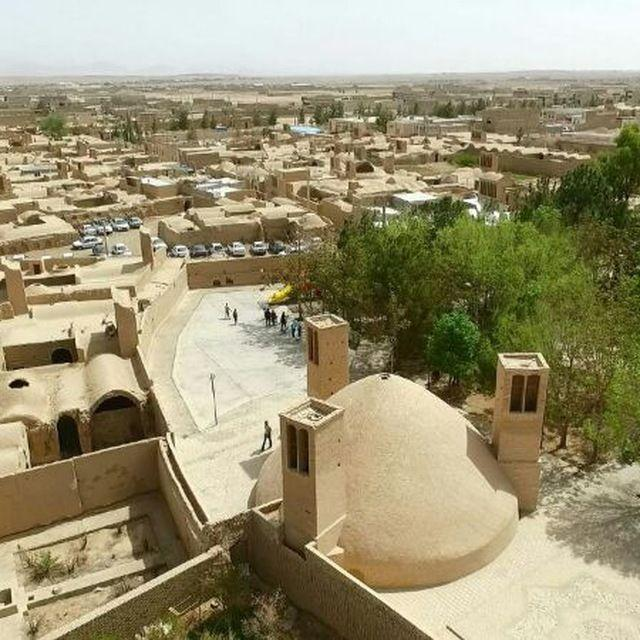
بافت تاریخی شریف‌آباد۲

## بافت تاریخی شریف‌آباد
بافت شریف‌آباد مربوط به سدهٔ ۶ ه‍.ق به بعد است. این اثر در تاریخ ۲ بهمن ۱۳۸۲ با شمارهٔ ثبت ۱۰۸۳۵ به‌عنوان یکی از آثار ملی ایران به ثبت رسیده است. این محله منحصربه‌فرد است: دو زبان مختلف، دو گویش متفاوت، دو لباس، دو فرهنگ و دو دین کنار هم و با هم روزگار می‌گذرانند. کنار مسجد، آتشکده قرار دارد، کنار زیارتگاه زرتشتیان، امام‌زاده‌ای واقع است، بافت تاریخی و یک ساباط قدیمی دارد که هنوز نفس می‌کشد، دخمه دارد، آتشکده و موبد دارد، بادگیرهای یک‌طرف اردکانی دارد و همین‌ها آن را از سایر محله‌ها جدا کرده است. بافت تاریخی‌اش زیبایی و شکوه خاصی را به نمایش می‌گذارد و دیوارهایش هنوز کاهگلی‌اند و ساباط، سایه‌سار رهگذران و مسافران است.

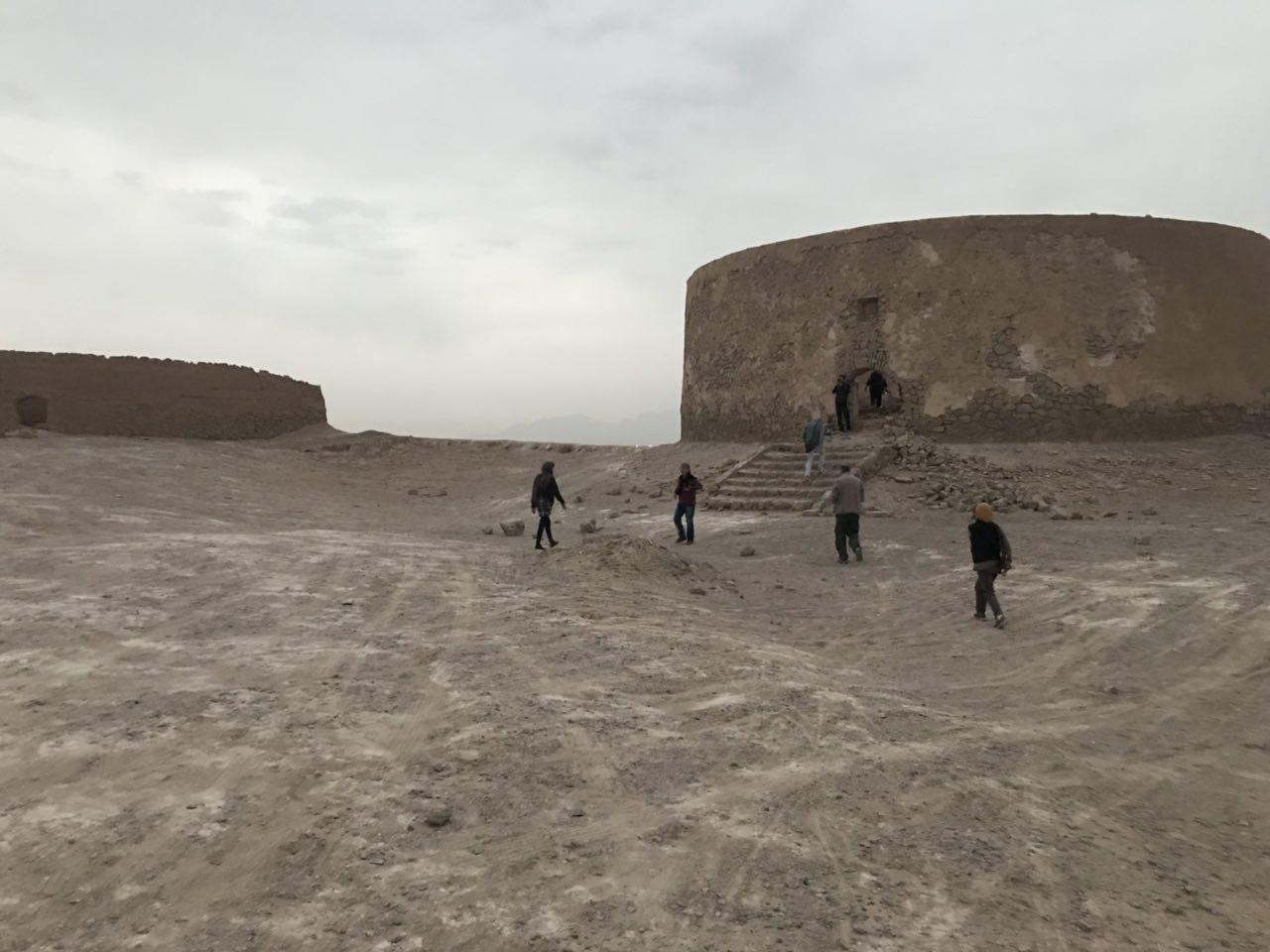
بازدید گردشگران فرانسوی از دخمه زرتشتیان شریف‌آباد اردکان

## [دخمه]‌های شریف‌آباد
دخمه‌های شریف‌آباد مربوط به دوره پهلوی است و در شهرستان اردکان، روستای دیلم، محله شریف‌آباد واقع شده و این اثر در تاریخ ۷ مرداد ۱۳۸۲ با شمارهٔ ثبت ۹۲۸۴ به‌عنوان یکی از آثار ملی ایران به ثبت رسیده است. دخمه شریف‌آباد با کمک‌های انجمن اکابر هند و از طریق فردی به نام مانکجی که نماینده آنها در ایران بود صورت گرفت. در لوح دخمه روستای شریف‌آباد (روز فروردین از ماه سپند ۱۲۲۵ی/۱۲۷۲ هجری
/۱۸۵۶م) با تأکید بر همت پارسیان هند به انجام این مهم از آنها به عنوان «رعیت معدلت بسط
انگلیس» یاد می‌شود. در مجموع و از فحوای کلام الواح دخمه‌های یزد و شریف‌آباد دو نکته حائز اهمیت است؛
نخست: تلاش در جلب
حمایت متولیان شرعی و عوام با استناد به آیات قرآنی و احادیث شیعی در حرمت تعرض به اماکن
زرتشتی و دوم: با توجه به گسترة نفوذ سیاسی انگلیس در ساختار قدرت ایران، اعلام تابعیت انگلیسی
پارسیان در راستای جلوگیری از مخالفت با اماکن مرتبط با اتباع انگلیس قابل توجیه می‌نمود.
علاوه بر این، نگاه دیگر مانکجی در احیای اماکن دینی، به ساخت آتشگاه معطوف بود لذا آتشگاهی هم بر دخمه شریف‌آباد بنا کرد.
در مهر ۱۴۰۲ اعلام شد که دولت سیزدهم قصد دارد دخمه شریف‌آباد در اردکان یزد را برای اجرای «طرح ملی مسکن» تخریب کند. گزارش‌ها حاکی است که حریم دخمه‌های شریف‌آباد اردکان تحت محاصره ماشین‌آلات حفاری و خاک‌برداری قرار گرفته، و در حال آماده‌سازی برای نابودی این آثار به بهانه طرح ملی مسکن در شهرستان اردکان است.

## پیر سبز چک چکو

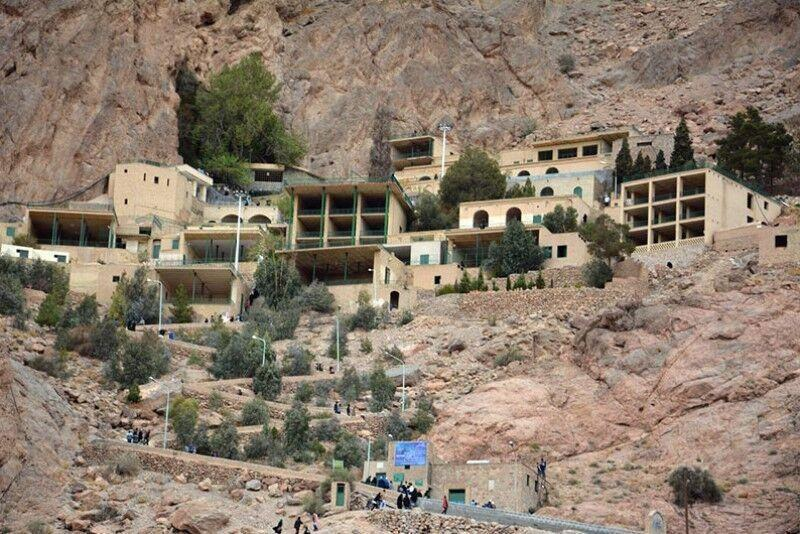
چکچک

چَک‌چَک یا «چکچکو» یکی از زیارتگاه‌های مهم زرتشتیان است. این زیارتگاه که زرتشتیان به آن پیرسبز نیز می‌گویند در استان یزد و شهرستان اردکان در کوه‌های میان اردکان و انجیره قرار دارد. زرتشتیان هر ساله از روز ۲۴ خرداد به مدت چهار روز در این زیارتگاه دور هم جمع شده و به نیایش می‌پردازند. اداره چک چکو از دیرباز بر عهده زرتشتیان شریف‌آباد اردکان بوده است.

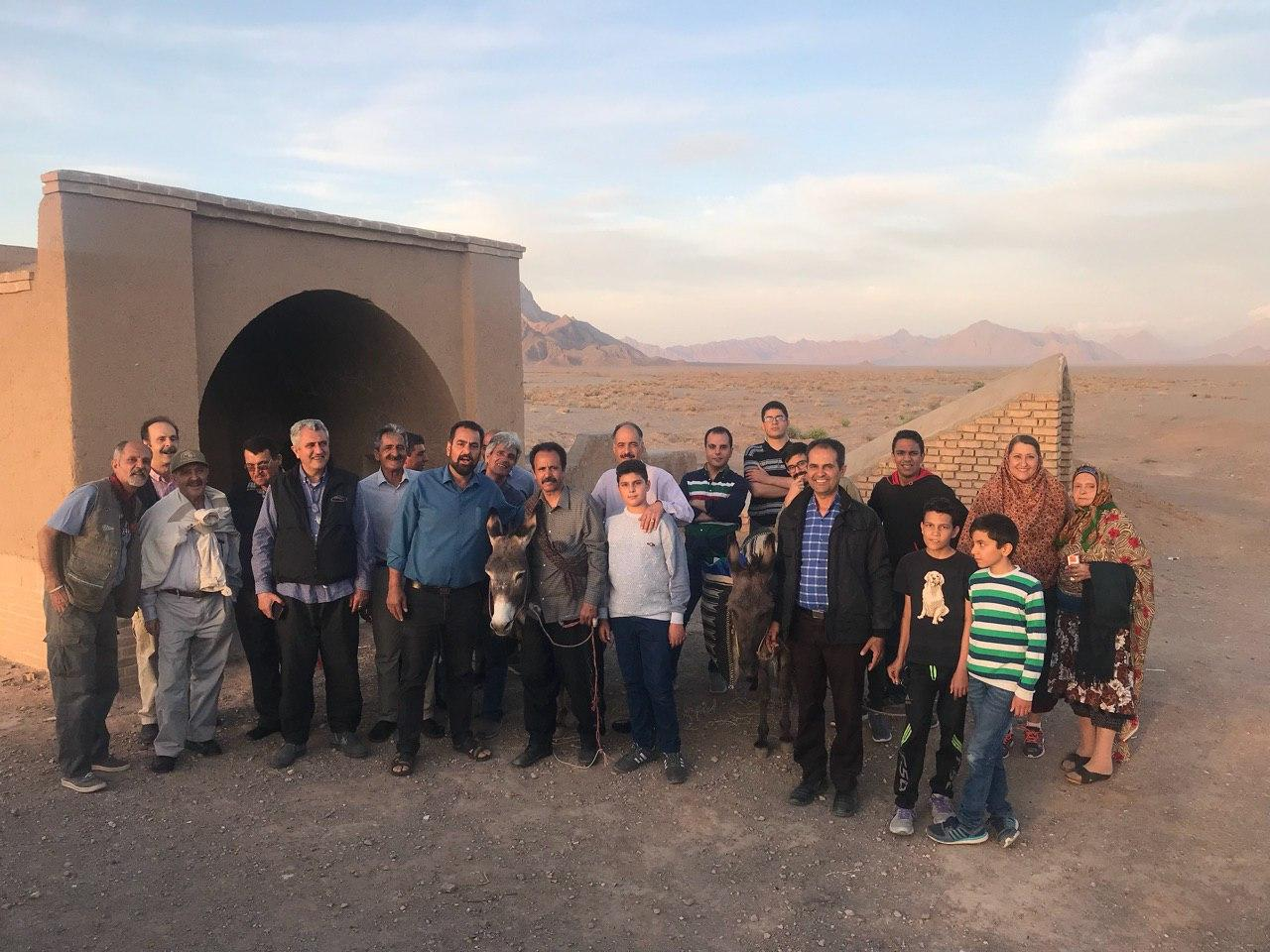
جمعی از زرتشتیان شریف‌آباد اردکان در میانه راه پیرهریشت در محل آب انبار فرهاد

## پیر هریشت شریف‌آباد
پیر هِریشت از نیایشگاه‌های زرتشتی در اردکان ایران است.
این نیایشگاه و آتشکده در ۹۰ کیلومتری غرب یزد، در پانزده کیلومتری شهر اردکان، در دامنه کوه‌های کم‌ارتفاع و بدون پوشش گیاهی واقع شده است.

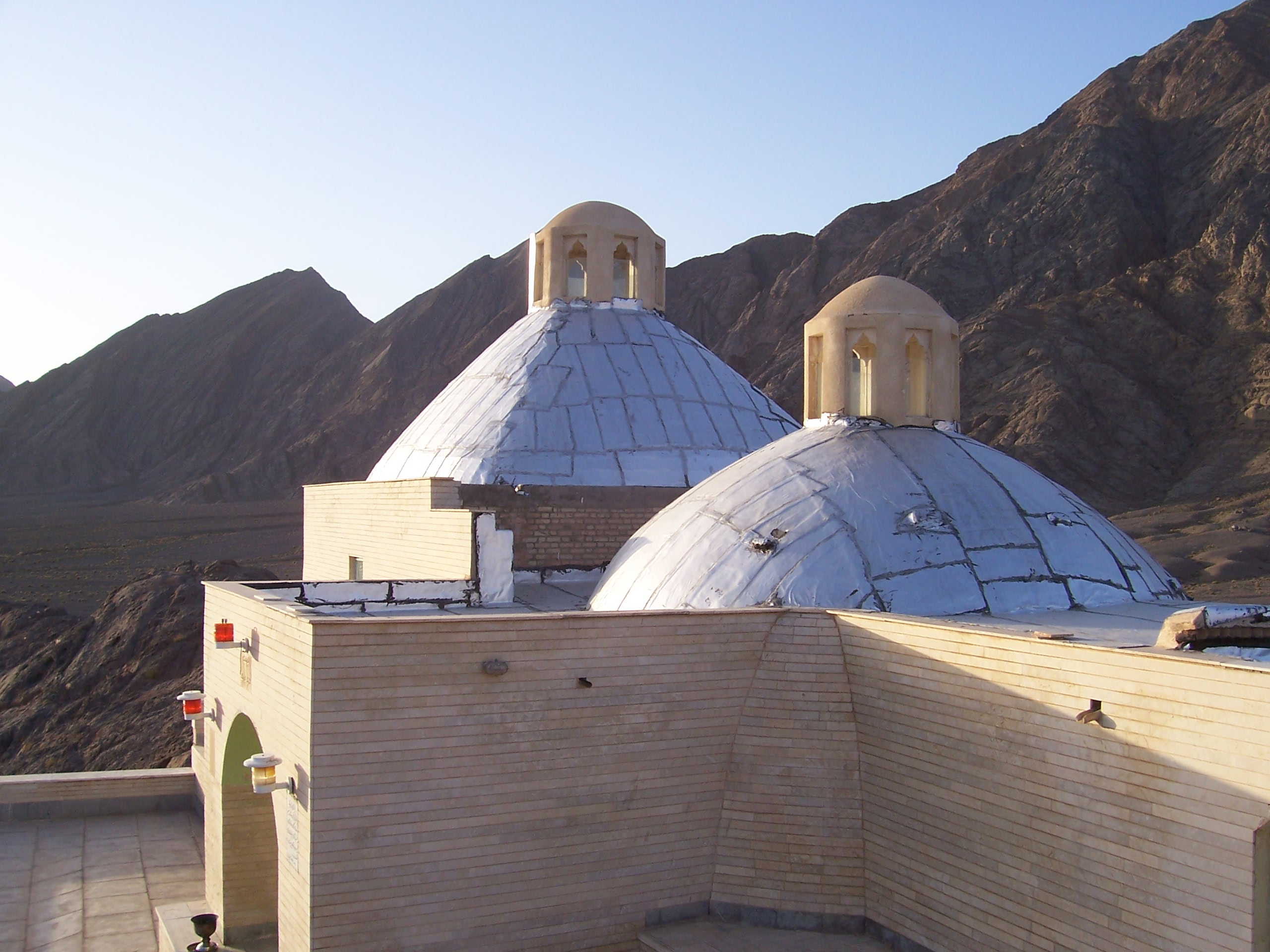
پیر هریشت.

زرتشتیان بر این باورند که «هریشت» محل غایب شدن یکی از کنیزهای بانوی «یزدگرد ساسانی» است.
زرتشتیان هر سال، در روز هجدهم نوروز به این محل می‌آیند و به زیارت، جشن و پایکوبی می‌پردازند.
زرتشتیان شریف‌آباد برای تهیه هیزم آتش جشن هیرومبا به نیایشگاه «پیر هریشت» می‌روند. آن‌ها زمانی حرکت می‌کنند که پیش از غروب آفتاب به پیر هریشت برسند.

## مدرسه خرمنی
دبستان خرمنی شریف‌آباد: توسط اردشیر کیامنش درسال ۱۳۰۸ خ پایه‌گذاری که تا سال ۱۳۲۶ خ زیرنظرخورشید و خرمن کیامنش دختران مؤسس اداره می‌شد. پس از آن به انجمن محل واگذار گردید.

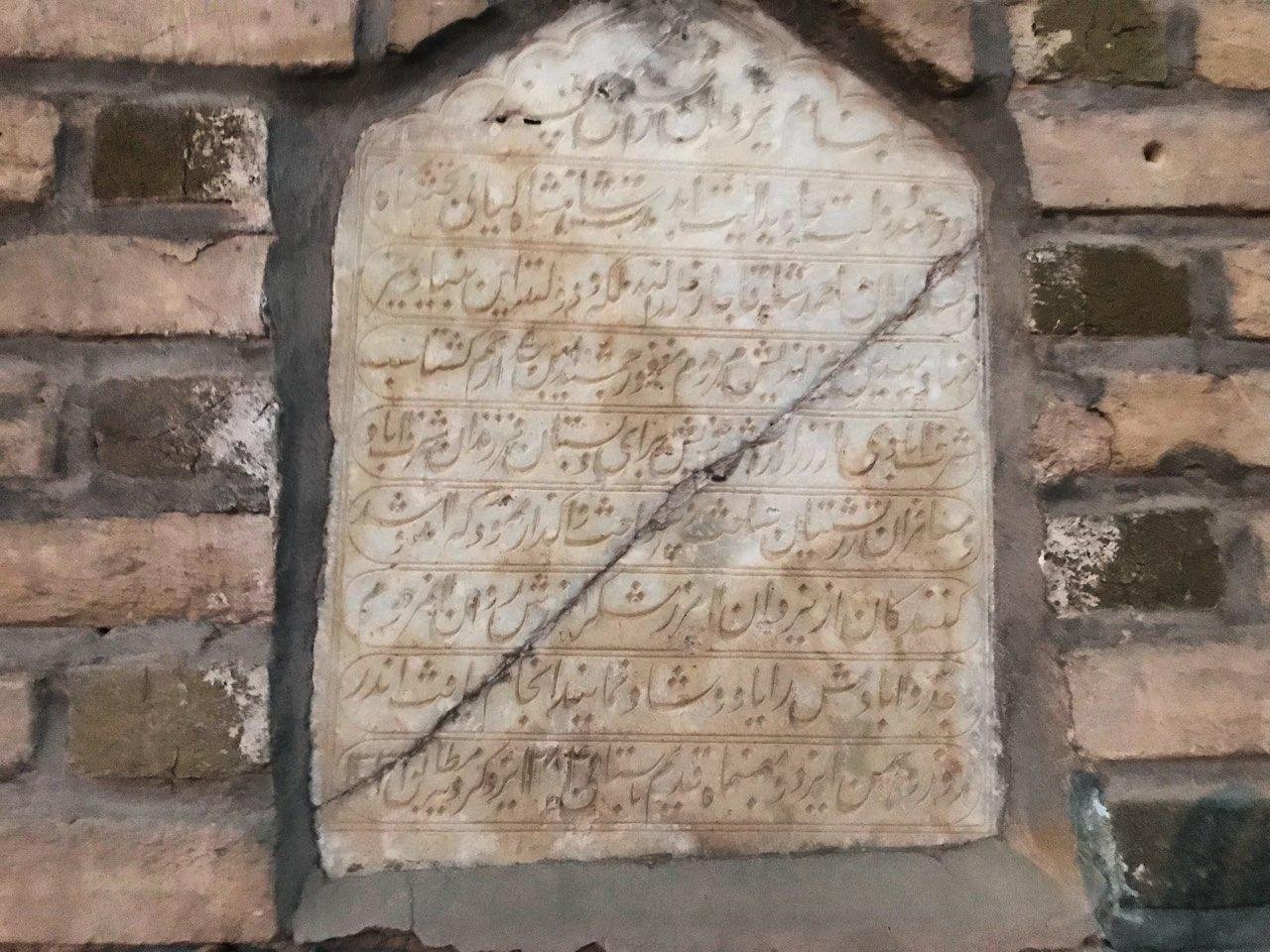
دبستان جمشیدی شریف‌آباد اردکان

## دبستان جمشیدی
دبستان جمشیدی شریف‌آباد. درسال ۱۳۰۹ خ با سرمایه جمشید خدارحم ایجاد و سال‌ها به سرپرستی استاد اردشیر دبستانی اداره می‌شد پس از آن توسط رستم ترک خدارحم تجدید بنا گردید و زیرنظر آموزش و پرورش اردکان است.
برابر سالنامه آماری۱۴۰۵ معارف (نوشته میرزا احمد خان پدر نصیر الدوله) در ردیف ۴۷۷ نام مدرسه ابتدایی پسرانه جمشیدی شریف‌آباد آمده است. در اواخر سده سیزده با ایجاد مدارس جدید اولین دبستان در شریف‌آباد به نام دبستان جمشیدی در سال ۱۲۵۹ خورشیدی دایر گردید و بودجه آن از طریق انجمن اکابر صاحبان پارسی هند پرداخت شد، دبستان پسرانه جمشیدی از دهش کیخسرو مهربان رستم به نامگانه برادرش جمشید به سال ۱۲۶۰ یزدگردی گشایش یافت و توسط روانشاد کاووس پور تجدید بنا گردید.

## دبستان امینی
دبستان امینی شریف‌آباد در سال ۱۳۲۸ به همت آقا صادق امینی تأسیس شد و تا سال ۱۳۶۰ نیز به فعالیت آموزشی و پرورشی خود ادامه داد.

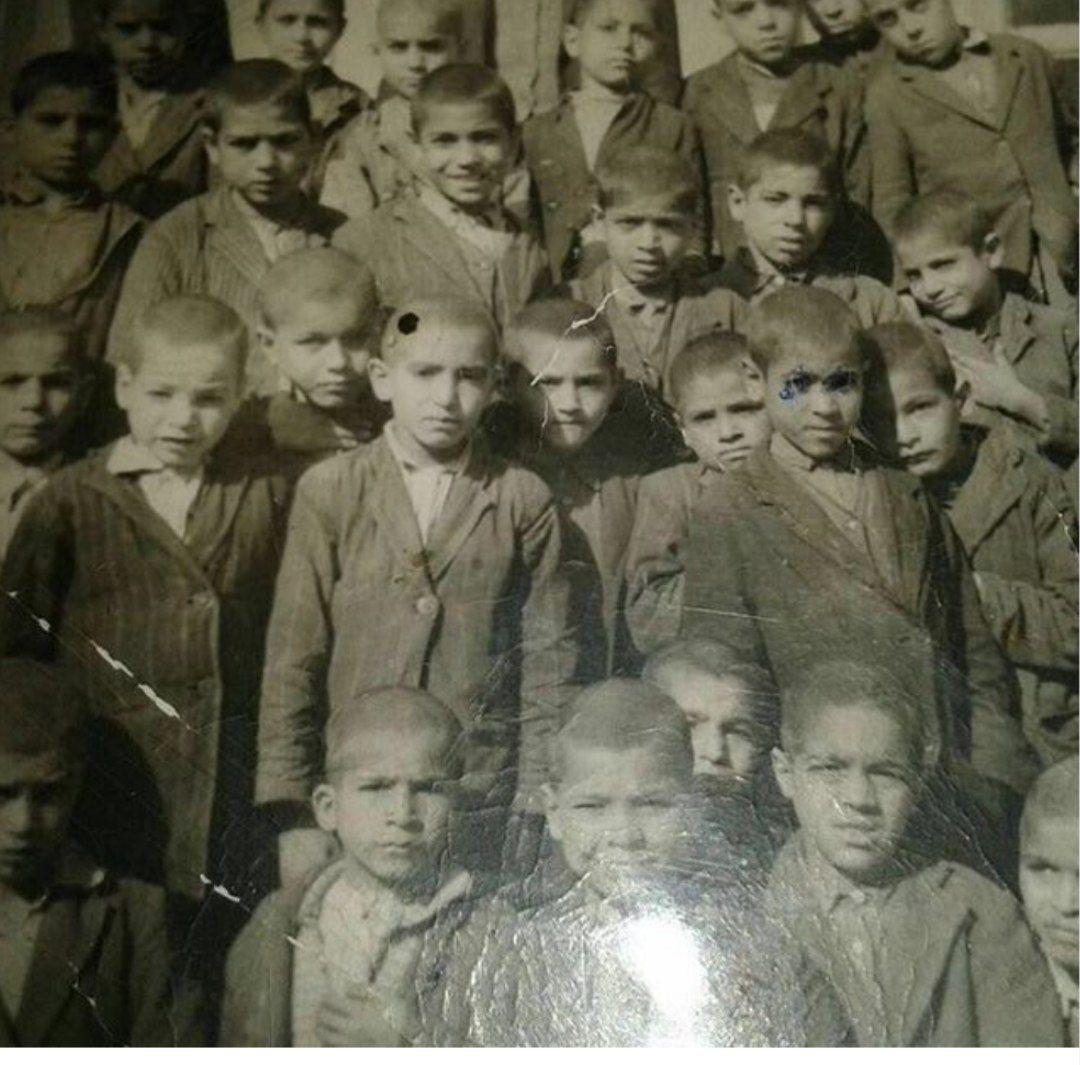
تعدادی از دانش آموزان دبستان امینی شریف‌آباد اردکان در دهه ۱۳۴۰ شمسی

## خانه رستم بلیوانی
خانه رستم بلیوانی مربوط به اواخر دوره قاجار است و در اردکان، شریف‌آباد، کوچه شهید مروتی، پلاک ۳۱ واقع شده و این اثر در تاریخ ۲۲ آبان ۱۳۸۶ با شمارهٔ ثبت ۲۰۱۴۲ به‌عنوان یکی از آثار ملی ایران به ثبت رسیده است.

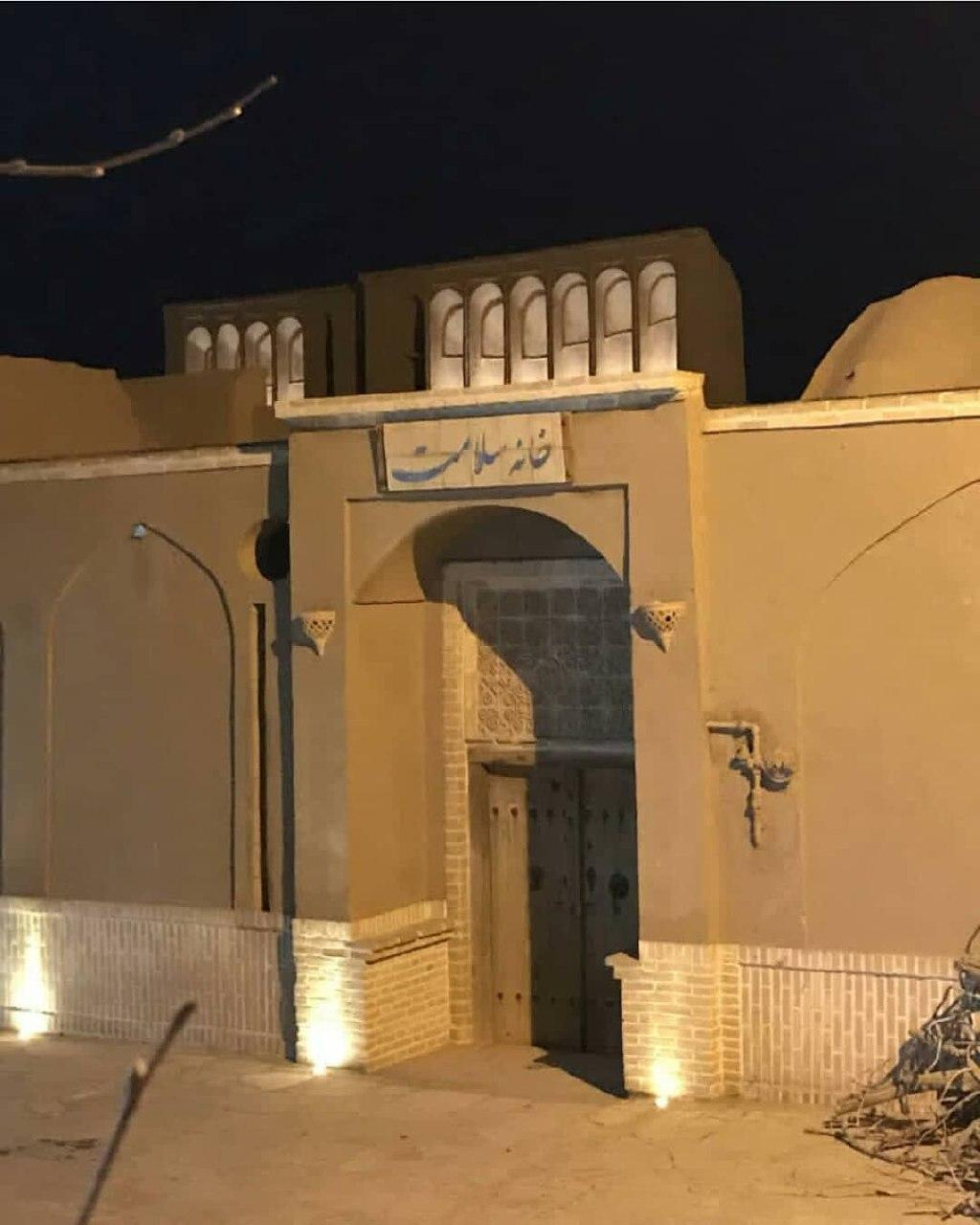
خانه تاریخی سلامت شریف‌آباد اردکان

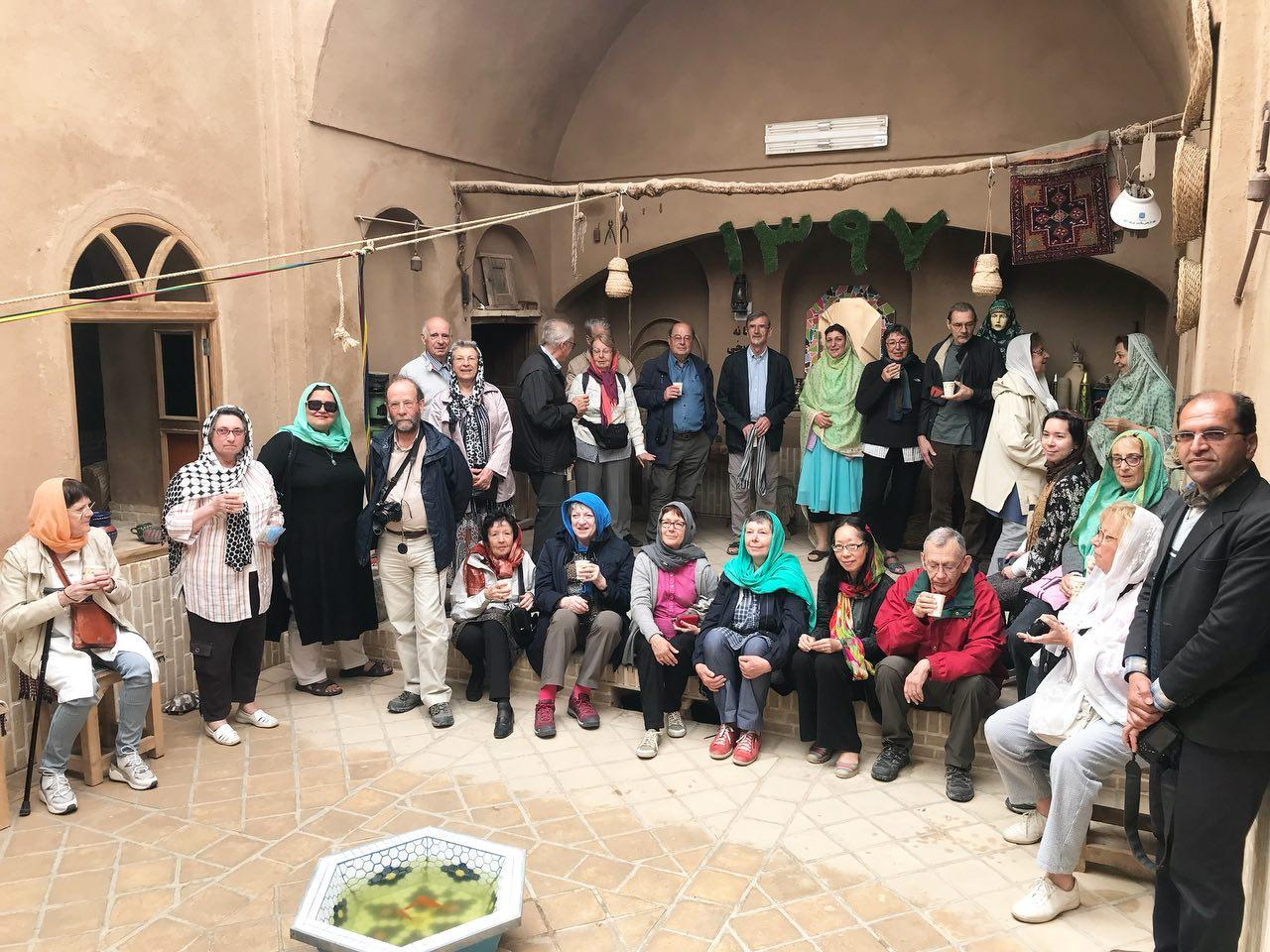
حضور گردشگران فرانسوی در خانه سلامت شریف‌آباد اردکان

## خانه تاریخی سلامت شریف‌آباد
خانه تاریخی سلامت اردکان بنایی خشتی متعلق به اوایل دوره قاجار است که در محله زرتشتیان شریف‌آباد اردکان قرار دارد. خانه سلامت یکی از خانه‌های تاریخی بسیار زیبا در بافت ثبت شده و منحصر به فرد شریف‌آباد اردکان می‌باشد که توسط سرمایه‌گذار بخش خصوصی به عنوان مرکز صنایع دستی این شهرستان راه اندازی و به بهره‌برداری رسیده است. این خانه در کنار پارک سلامت و آب انبار قدیمی سلامت قرار دارد.

## آب انبارهای تاریخی شریف‌آباد

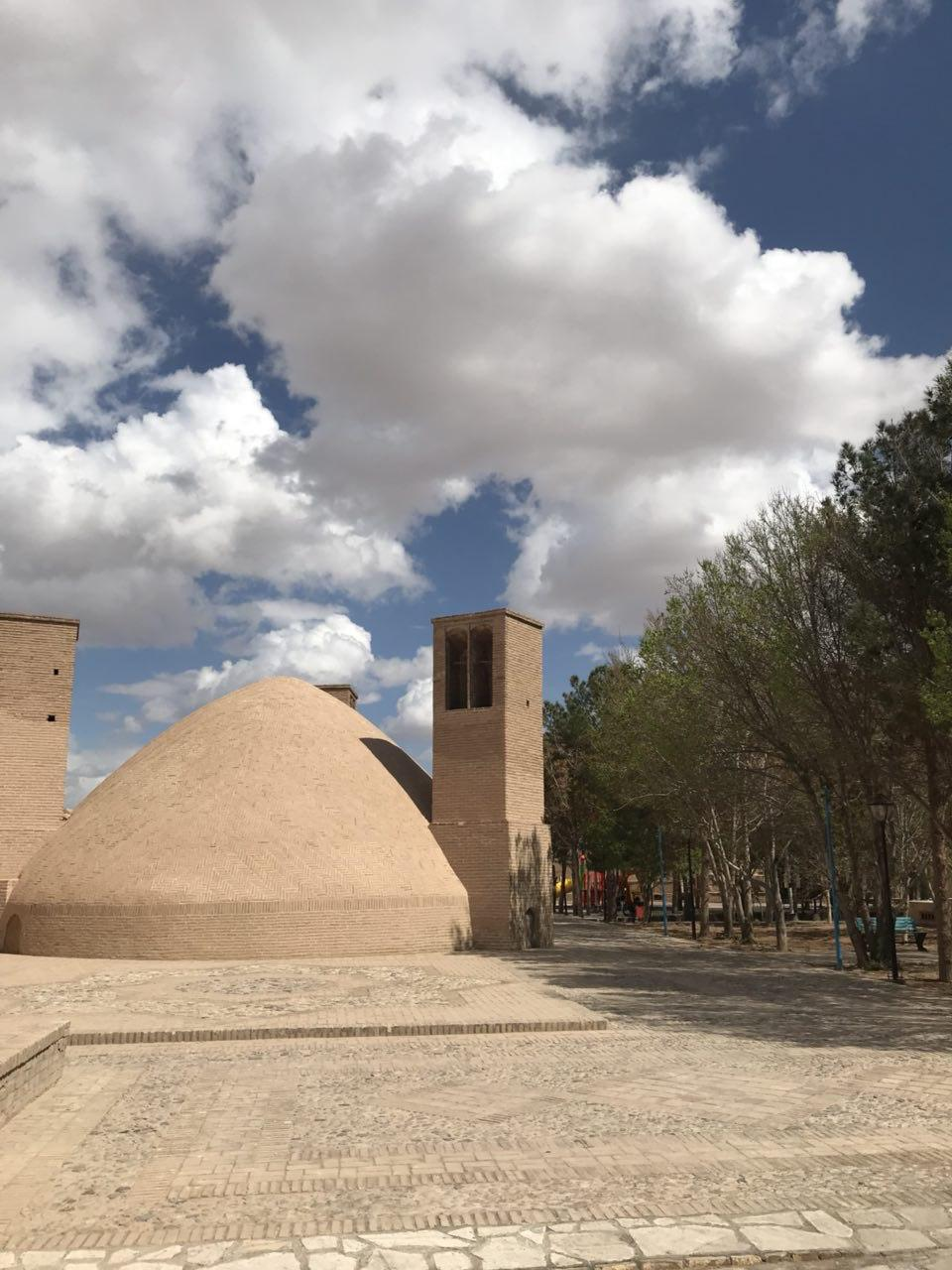
Drinking water storage warehouse in Sharifabad Ardakan

### آب انبار سلامت
آب انبار سلامت متعلق به عصر پهلوی است. این آب انبار دارای مخزنی به قطر حدود ده متر و ارتفاع از سطح زمین ده متر و به شکل استوانه و با ساروج عایق رطوبتی شده است پوشش سقف به صورت گنبدی و اجری است و سه بادگیر دو دهانه با سطح مقطع مربع به ارتفاع حدود ده متر دارد. دارای دو راه پله مجزا یکی کوچه کنار پارک سلامت و دومی در کوچه منتهی به آتشکده با چهل پله است.

### آب انبار گشتاسب
آب‌انبار گشتاسب یکی از آثار ملی ثبت شده ایران در اردکان است که قدمت آن مربوط به قاجاریه می‌باشد و در تاریخ ۱۳۸۴/۱۲/۲۴ به شماره ثبت ۱۵۰۷۵ در مجموعه آثار تاریخی ایران ثبت شده است. نشانی این اثر ملی ثبت شده اردکان شهرستان اردکان، روستای شریف‌آباد می‌باشد.

### آب انبار خداداد

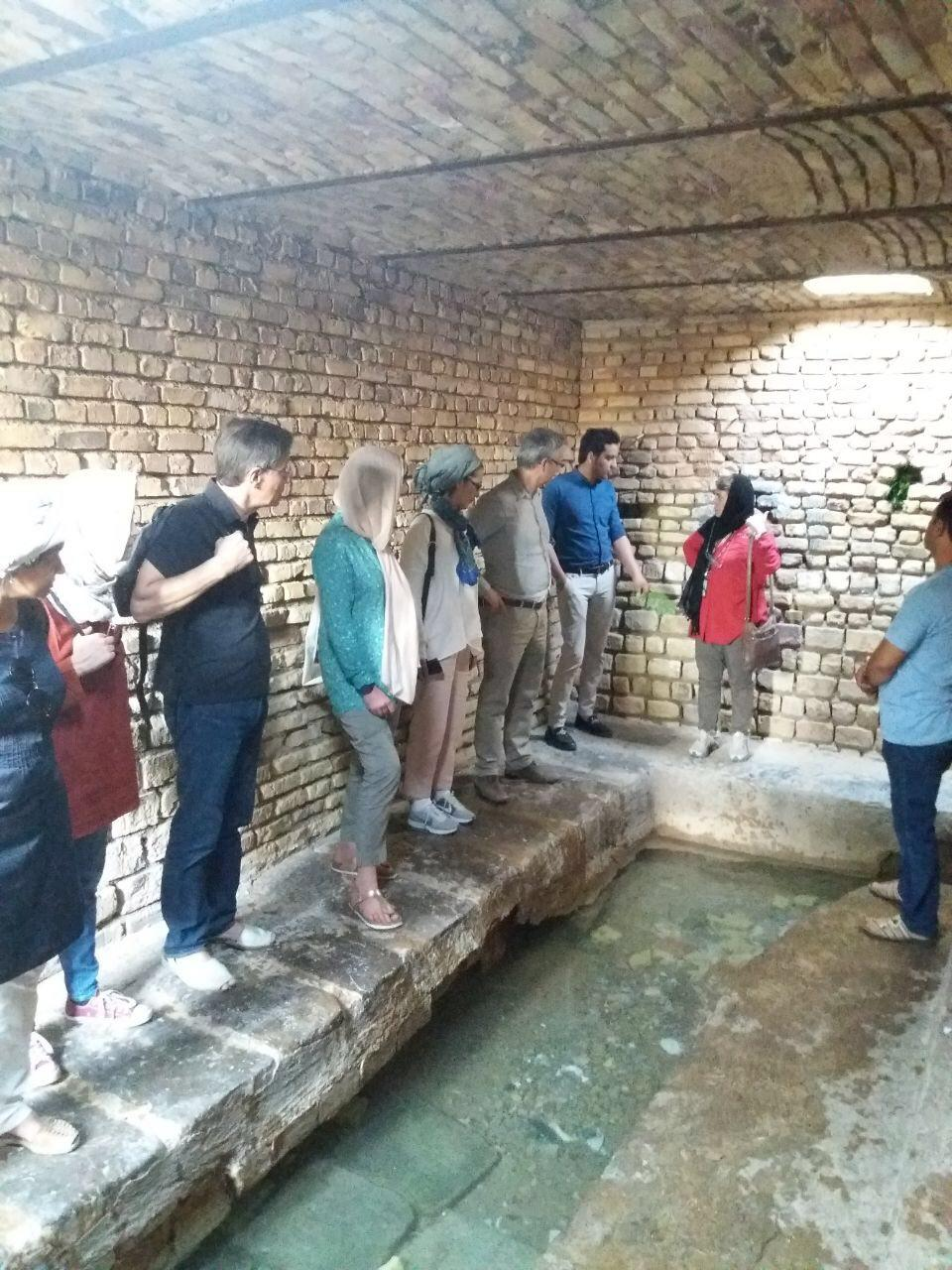
بازدید گردشگران فرانسوی از قنات هزار ساله قطب آباد (این قنات از وسط روستای شریف‌آباد اردکان می‌گذرد(

### شریف‌آباد و قنات قطب آباد
قنات قطب آباد با قدمت بیش از هزار سال ۱۲۰ هکتار از اراضی شمال شرق شهر اردکان را سیراب می‌کند. قنات قطب آباد با ۲۰ کیلومتر طول یکی از معدود قنوات این شهرستان است که بعد از قرن‌ها هنوز آب آن جاریست و از منطقه فیروزآباد میبد تا کشتخوان قطب آباد اردکان ادامه دارد و سند این قنات نیز به نام چند کشاورز اردکانی صادر شده است.
قنات قطب آباد از وسط روستای شریف‌آباد و خانه‌های قدیمی این روستا می‌گذرد و حال و هوای ویژه ای به این روستای زیبا داده است. هر جهانگردی که به روستای شریف‌آباد می‌آید حتماً از پاکنه‌های قنات قطب آب دیدن می‌کند. در این قنات ماهیان سردابی نیز زیست می‌کنند. آب آن شیرین و و خنک و محیط پاکنه‌های آن حتی در گرمای طاقت فرسای اردکان سرد و دلنشین است. در گذشته که آب لوله‌کشی وجود نداشته مردم روستا از آب آن برای مصارف خانگی استفاده‌های زیادی می‌کردند.

## اماکن مذهبی مسلمانان شریف‌آباد اردکان

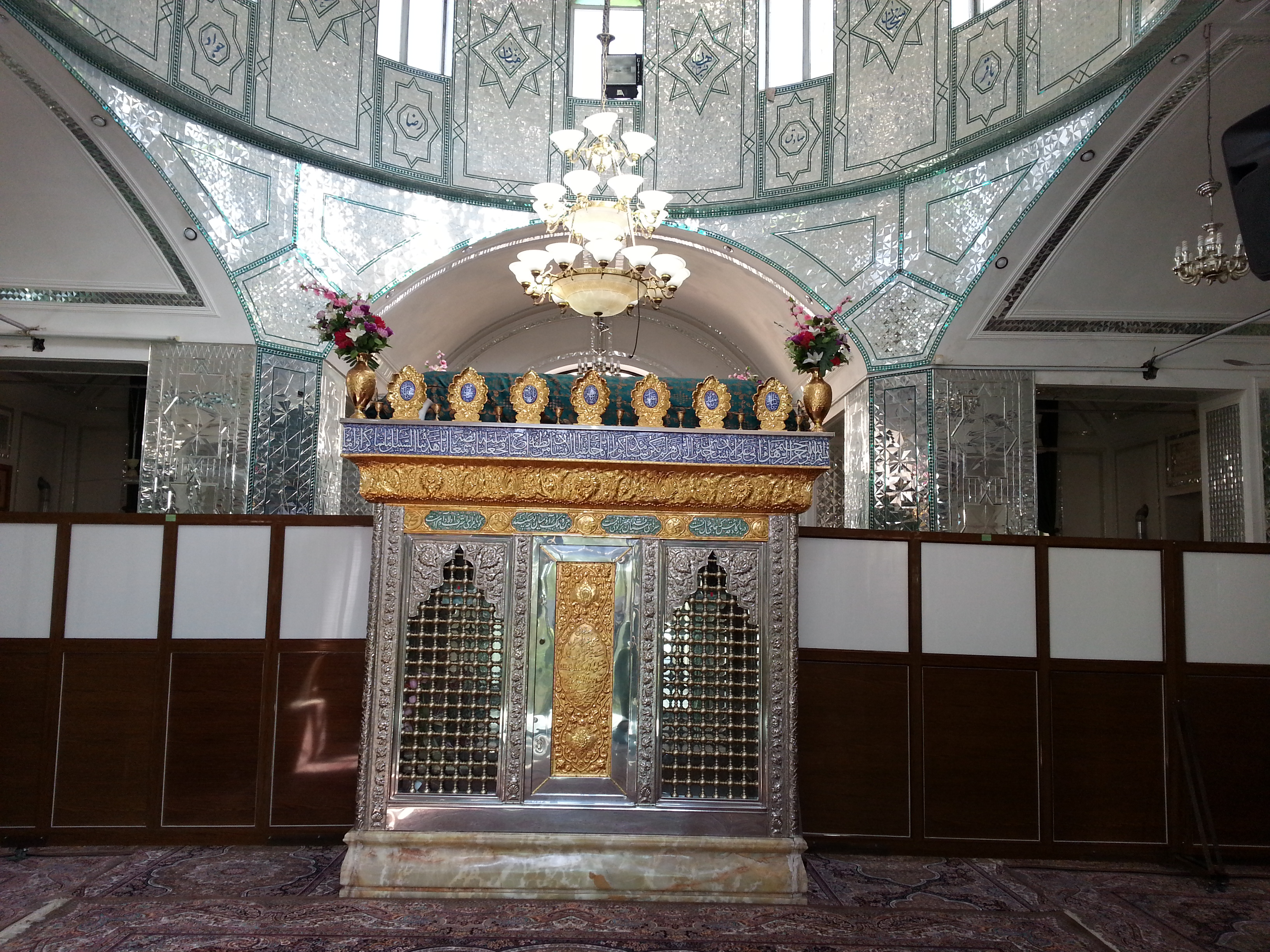
سیدهاشم شریف‌آباد اردکان

### امامزاده سیدهاشم شریف‌آباد
بر سنگ مزار امامزاده سیدهاشم ذکر شده است که «سیدهاشم خلف مرحوم سیدعلی که از سلسله جلیله سادات صحیح النسب مهدوی خانوکی و تیکدری از توابع کرمان بوده، در حدود سال ۱۲۷۵ شمسی پس از رسیدن به درجه اجتهاد از نجف اشرف به کرمان مراجعت می‌فرمودند که در شریف‌آباد اردکان لبیک حق را اجابت و به رحمت ایزدی می‌پیوندد»

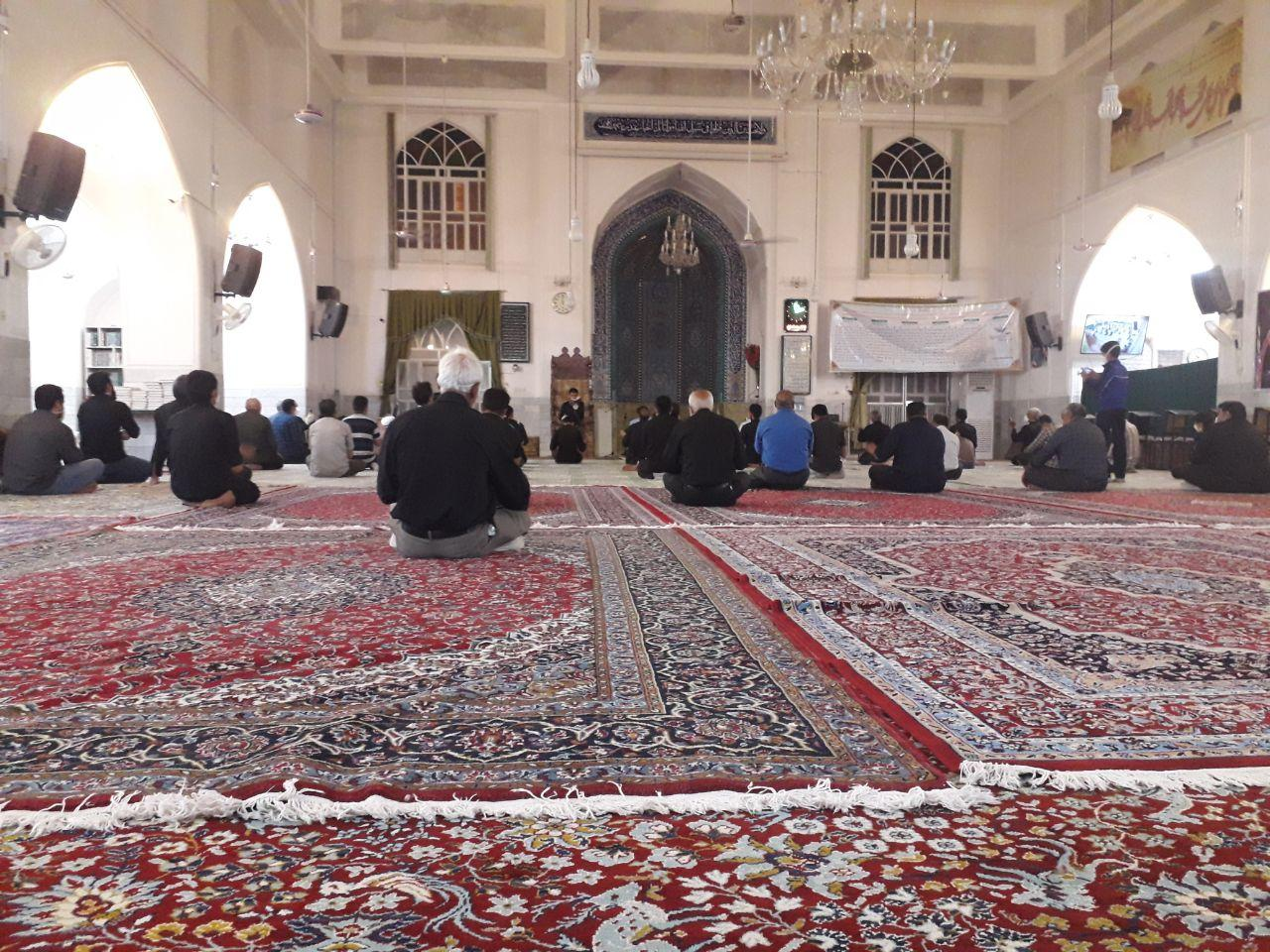
مسجد جامع شریف‌آباد اردکان

## اماکن مذهبی زرتشتیان شریف‌آباد اردکان

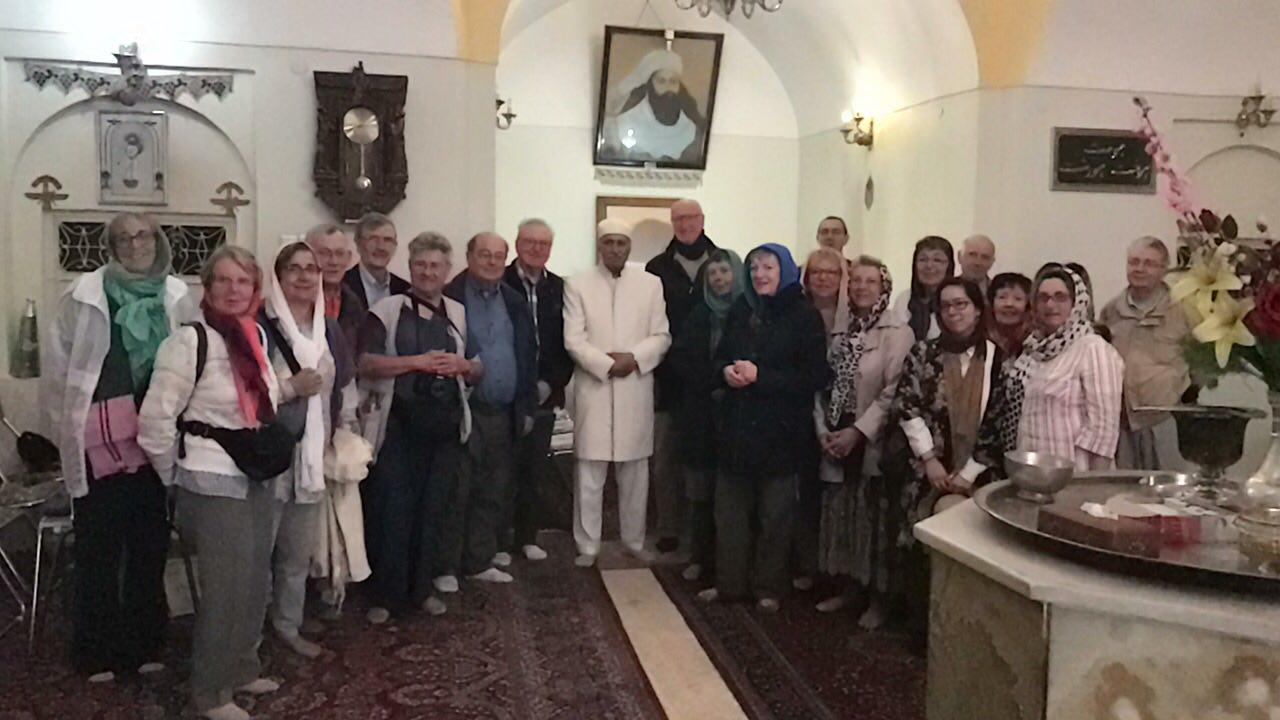
بازدید گردشگران فرانسوی از شاه ورهرام ایزد شریف‌آباد اردکان

### آتشکده زرتشتیان شریف آباد (شاه ورهرام ایزد)
قدمت آتشگاه روستای شریف‌آباد به عصر صفوی می‌رسد. این آتش ابتدا در ترک آباد نگهداری می‌شده که بعداً به شریف‌آباد آورده‌اند.

## آثار تاریخی تخریب شده شریف‌آباد
- قلعه تاریخی شریف‌آباد

قلعه تاریخی شریف‌آباد اردکان در اوایل دهه ۱۳۶۰ خورشیدی به علت فقدان آگاهی از ارزش این میراث کهن تخریب شده است. محله اطراف این قلعه به محله «لو خندق» مشهور است. این قلعه دارای چهار برج و باروی مرتفع بوده و گفته می‌شود نقبی به میدان بازارنو اردکان داشته است.
- بافت جنوبشرق

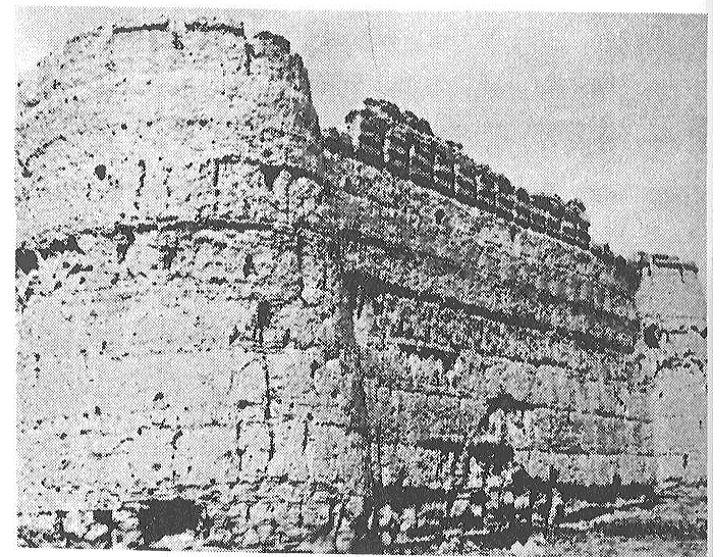
قلعه تاریخی زرتشتیان و مسلمانان شریف‌آباد اردکانSharifabad Ardakan Zoroastrian and Muslim
historical Castle

در دهه ۱۳۵۰ شمسی شهرداری اردکان جهت احداث خیابان شریعتی شریف‌آباد بخشی از بافت تاریخی و ارزشمند محله زرتشتی نشین را تخریب کرد. چنین تخریب‌هایی در بقیه نقاط شهر اردکان نیز اتفاق افتاد که بارزترین آن تخریب بازار بزرگ محله بازارنو اردکان بود.
- بافت تاریخی روبروی قبرستان شریف‌آباد

بافت تاریخی متشکل از چندین خانه خشتی کوچک متعلق به اواخر دوره مظفری شریف‌آباد که حدفاصل قبرستان روستا و خیابان شریعتی قرار دارد به منظور طرح تعریض و دو بانده کردن خیابان به‌طور کامل تخریب گردید.
- بافت تاریخی پشت قلعه شریف‌آباد

در خصوص تخریب این قسمت از بافت تاریخی شریف‌آباد رئیس میراث فرهنگی اردکان اظهار داشت: «در یک اقدام غیر فرهنگی و بدون هماهنگی با اداره میراث فرهنگی و نداشتن مجوز، بخشی از بافت تاریخی شریف‌آباد که در مجاورت هسته تکیه اعظم واقع بوده، بصورت غیراصولی تخریب شده است. بافت تاریخی شریف‌آباد یکی از هفت بافت تاریخی ثبتی شهرستان اردکان است. این بافت تاریخی هم به لحاظ تاریخی و هم به لحاظ فرهنگی و همزیستی مسالمت آمیز مسلمانان و زرتشتیان از اهمیت ویژه ای برخوردار است. قدمت این بافت تاریخی دست کم به دوره صفوی برمی گردد، از خصوصیات ویژه این بافت تراکم و انسجام بافت است که در کمتر بافت‌های تاریخی می‌توان نمونه آن را سراغ گرفت.»

## سفر مری بویس مورخ شهیر انگلیسی به شریف‌آباد
نورا الیزابت مری بویس(۲۰۰۶–۱۹۲۰) زرتشتی پژوه شهیر انگلیسی در سال ۱۹۶۶ به یزد و کرمان سفر کرد و از نزدیک با زندگی زرتشتیان این خطه آشنا شد. بیشترین تمرکز تحقیقات مری بویس در شریف‌آباد اردکان بود که در این مدت نزد رستم بلیوانی رئیس انجمن زرتشتیان شریف‌آباد اقامت داشت. بلیوانی در این خصوص می‌گوید حدود سال ۱۳۴۲ و ۱۳۴۳ مری بویس در شریف‌آباد اقامت و به مطالعه آداب و رسوم اجتماعی زرتشتیان شریف‌آباد و انجام تحقیقات مذهبی پرداخت. وی در این مدت از زیارتگاه زرتشتیان شریف‌آباد بازدید و وضعیت زندگی عمومی این اقلیت را مطالعه کرد. مری بویس مراسم اجتماعی زرتشتیان مثل گهنبار و مانند آن را مشاهده و یادداشت کرد. زندگی مری بویس در میان زرتشتیان باعث شد آراء و نظریات تعدادی از محققان دین زرتشت را زیر سؤال ببرد. وی در این زمینه نوشت: «سه هزار و اندی سال پس از زرتشت، چه کسی صلاحیت بیشتر در تعبیر و تفسیر و شرح باورها و آموزه‌های زرتشت را دارد؟ پژوهشگران و دانشمندانی که در صندلی‌های راحت کتابخانه‌های خود لم داده و قلم فرسایی می‌کنند، یا آن کشاورز قبا بر تن زرتشتی که در کوه‌ها و بیابان‌های خشک اطراف یزد و کرمان بیل می‌زند و کار می‌کند ؟» مری بویس حاصل مطالعاتش را در کتاب «کانون دین زرتشتی در ایران» و مجموعه کتابهای «تاریخ کیش زرتشت» گردآوری کرد. وی که محدودیتهای کارهای پژوهشی را با وظایف خانوادگی سازگار نمی‌دانست ازدواج نکرد و تمام دارائی و اندوخته مالی خویش را بی هیچ چشمداشتی صرف ایرانشناسی و زرتشت پژوهی کرد.

## نخبگان شریف‌آباد

#### محمود عزیزیان شریف‌آباد
محمود عزیزیان متولد سال ۱۳۴۴ در شریف‌آباد اردکان است. وی یکی از فعالان معروف اقتصادی ایران و مدیرعامل گروه کارخانجات شیشه اردکان است و محصولات تولیدی این کارخانجات به پنج قاره جهان صادر می‌شود.

#### سعید رضائی شریف‌آبادی
سعید رضایی شریف‌آبادی (متولد ۱۳۳۷ در تهران) پژوهشگر ایرانی حوزه کتابداری و اطلاع‌رسانی، استاد دانشگاه الزهرا و رئیس انجمن کتابداری و اطلاع‌رسانی ایران است.

#### پرویز روانی
پرویز روانی (زادهٔ ۱۳۳۱ در شریف‌آباد اردکان) نمایندهٔ حوزهٔ انتخابیهٔ زرتشتیان در دورهٔ پنجم مجلس شورای اسلامی بوده است. وی پیش‌تر در دورهٔ چهارم نیز عضو این مجلس بود.«پرویز روانی». وبگاه مرکز پژوهش‌های مجلس شورای اسلامی.

#### ماهیار اردشیری
دکتر ماهیار اردشیری، نیک‌اندیش زرتشتی خیر و مؤسس درمانگاه اردشیری و آموزشگاه پرستاری اردکان است وی در سال ۱۳۰۸ در یک خانواده اصیل ایرانی با آئین زرتشتی در شریف‌آباد اردکان به دنیا آمد. تحصیلات خود را در اردکان و سپس در رشته پزشکی تا سطح تخصص جراحی عمومی در دانشگاه تهران ادامه داد. وی روز سه شنبه دهم اسفند ماه ۱۳۹۵ در سن ۸۷ سالگی در کانادا درگذشت.

#### رستم بلیوانی
رستم بلیوانی فرزند نوشیروان در سال ۱۲۹۷ در شریف‌آباد اردکان به‌دنیاآمد وی بیش از نیم قرن ریاست انجمن زرتشتیان شریف‌آباد را تا پایان عمر بعهده داشت. ازجمله اقدامات وی به ثبت رساندن زیارتگاهای پیرسبز-پیر هریشت - پیر پارس بانو-معابد و دخمه شریف‌آباد ودریافت سند بعضی از آنها بود. وی در سال ۱۳۷۷ درگذشت.

#### فرهاد آبادانی شریف‌آبادی
دکتر فرهاد آبادانی شریف‌آبادی باستان‌شناس، پژوهشگر دین و فرهنگ زرتشتی و استاد زبان و ادبیات اوستایی و پهلوی در سال ۱۳۰۰ ه‍.ش در شریف‌آباد به دنیا آمد. وی در دبستان جمشیدی شریف‌آباد دورهٔ ابتدائی و در دبیرستان کیخسروی یزد دوره متوسطه را به انجام رساند. و در سال ۱۳۲۶ در رشته باستان‌شناسی و در سال ۱۳۲۸ در رشته زبان و ادبیات فارسی از دانشگاه تهران دانشنامه لیسانس گرفت با ادامه تحصیل در دانشگاه بمبئی هند در رشته دین‌شناسی و زبان‌های باستانی دانشنامه دکتری دریافت کرد. او از بنیان‌گذاران اصلی انجمن زرتشتیان اصفهان به‌شمار می‌رفت و تا پایان عمر ریاست آن را بر عهده داشت.
از او بیش از یکصد مقاله در زمینه آئین زرتشت، فرهنگ پیش از اسلام و تاریخ ایران باستان به چاپ رسید و در اول فروردین سال ۱۳۵۹ ه‍.ش در اصفهان درگذشت.
نام شریف‌آباد اردکان در منابع گوناگونی ذکر شده یا در مورد آن مستقلاً کتاب‌هایی نگاشته شده است که پاره ای از آنها به شرح ذیل می‌باشد:

### کتاب‌های فارسی
- تاریخ اردکان اثر علی سپهری اردکانی[۲۱]
- بررسی زبان‌شناختی و دستوری گویش زرتشتیان شریف‌آباد اردکان یزد، اثر مهرداد قدردان
- گوشه ای از تاریخ و فرهنگ زرتشتیان شریف‌آباد اردکان اثر جهانگیر اشیدری، ماهیار اردشیری و خسرو دبستانی
- تاریخ شریف‌آباد اردکان و انجمن زرتشتیان شریف‌آباد اثر رستم بلیوانی
- کانون دین زرتشتی در ایران یا دژ تسخیرناپذیر زرتشتیان اثر مری بویس ترجمه حسین ابراهیمیان
- تاریخ کیش زرتشت در سه جلد، اثر مری بویس ترجمه همایون صنعتی زاده
- آیین زرتشت کهن روزگار و قدرت ماندگارش اثر مری بویسس ترجمه ابوالحسن تهامی
- «فرهنگ زرتشتیان یزد» گنجینه‌ای از تاریخ و فرهنگ ایرانی مؤلفان صدیقه رمضانخانی و زهرا دهنوی
- نگاهی به تاریخ اردکان اثر علی سپهری اردکانی
- جشن‌های آتش، مهرگان: جشن مهرگان، چله، شب یلدا، جشن سده… اثر هاشم رضی
- فرهنگ عامه اردکان اثر سیدمحمود طباطبائی اردکانی
- گاه‌شماری و جشن‌های ایران باستان اثر هاشم رضی
- پیام‌های والای زرتشت به جهانیان (ویژه زرتشتیان آریایی) اثر عبدالعظیم رضائی
- یادگارهای یزد معرفی ابنیه تاریخی و آثار باستانی اثر ایرج افشار
- فرهنگ بهدینان اثر سروش سروشیان
- واژه‌نامه گویش بهدینان شهر یزد: فارسی به گویش، همراه با مثال اثر کتایون مزداپور

### کتاب‌های انگلیسی
- Persian Historic Urban Landscapes Interpreting and Managing Maibud over 6000 Years by Eisa Esfanjary Kenari
- Encyclopedia of religion by Lindsay Jones

1. 1 2  «محله شریف‌آباد اردکان محله زرتشتی نشین در دل یزد». nabro. بایگانی‌شده از اصلی در ۱۰ اوت ۲۰۲۰. دریافت‌شده در ۱۰ اکتبر ۲۰۱۹. مقدار |dead-url=dead نامعتبر (کمک)
2. ↑  Taghi, Fatima Azam. Ardakan: Housing on the Edge of the Desert Mackintosh School of Architecture, University of Glasgow, July 1990
3. ↑  Foltz, Richard. Zoroastrians in Iran: what future in the homeland?. The Middle East Journal 65.1 (2011): 73-84
4. ↑  «دژ تسخیرناپذیر/ آیین‌ها و تطورات دین زرتشتی از زبان مری بویس». sazandeginews. بایگانی‌شده از روی نسخه اصلی در ۱۴ فوریه ۲۰۲۰. دریافت‌شده در ۲۶ اوت ۲۰۲۰.
5. ↑  «هیرمبا آتش سنتی زرتشتیان». nabro. بایگانی‌شده از اصلی در ۱۵ آوریل ۲۰۲۰. دریافت‌شده در ۱۵ اوت ۲۰۲۰. مقدار |dead-url=dead نامعتبر (کمک)
6. ↑  «بخشی از بافت تاریخی شریف‌آباد اردکان تخریب شد». ایرنا. بایگانی‌شده از روی نسخه اصلی در ۲ آبان ۱۳۹۳.
7. ↑  «آتشی که به خاطر کرونا برافروخته نشد». nabro. بایگانی‌شده از اصلی در ۱۳ ژوئن ۲۰۲۰. دریافت‌شده در ۲۷ مرداد ۱۳۹۹. مقدار |dead-url=dead نامعتبر (کمک)
8. ↑  «تصاویری از آیین پنجی و آتش‌افروزی سپیده دم سال نو در شریف‌آباد». پایگاه خبری تحلیلی زرتشتیان. بایگانی‌شده از اصلی در ۲۴ ژوئیه ۲۰۱۶. دریافت‌شده در ۱۰ اکتبر ۲۰۱۹. مقدار |dead-url=dead نامعتبر (کمک)
9. ↑  «تصاویر/ نخل برداری در هیئت شریف‌آباد اردکان». nabro. بایگانی‌شده از روی نسخه اصلی در ۲۰۱۷٫۹٫۲۱. دریافت‌شده در ۲۰۱۷/۹/۲۱. تاریخ وارد شده در |تاریخ بازدید=،|تاریخ بایگانی= را بررسی کنید (کمک)
10. ↑  «روستای شریف‌آباد اردکان». سایت سیری در ایران. بایگانی‌شده از اصلی در ۱۰ اوت ۲۰۲۰. دریافت‌شده در 17 اگوست2020. مقدار |dead-url=dead نامعتبر (کمک); تاریخ وارد شده در |تاریخ بازدید= را بررسی کنید (کمک)
11. 1 2  شهمردان، رشید (۱۳۶۳). تاریخ زرتشتیان: فرزانگان زرتشتی. فروهر.
12. ↑  تشکری، علیرضا (۱۳۹۲). یزدعصر صفوی: اندیشمندان یزد. فرهنگ.
13. 1 2 3  «دانشنامهٔ تاریخ معماری و شهرسازی ایران‌شهر». وزارت راه و شهرسازی. بایگانی‌شده از روی نسخه اصلی در ۶ اکتبر ۲۰۱۹. دریافت‌شده در ۱۰ اکتبر ۲۰۱۹.
14. ↑  اشیدری، جهانگیر (۱۳۴۱). تاریخچه مهاجرت پارسیان به هندوستان. هوخت.
15. ↑  «تخریب گورستان تاریخی زرتشتیان در یزد به بهانه «طرح ملی مسکن»». ایندیپندنت فارسی. ایندیپندنت فارسی. ۲۰۲۳-۰۹-۱۹. دریافت‌شده در ۱۸ ژانویه ۲۰۲۵. کاراکتر soft hyphen character در |نشانی= در موقعیت 119 (کمک)
16. ↑  «گردهمایی هزاران زرتشتی در پیرسبز». خبرگزرای مهر. دریافت‌شده در ۵ فوریه ۲۰۱۸.
17. ↑  زنده‌دیل، حسن و دستیاران، استان یزد (از مجموعهٔ راهنمای جامع ایرانگردی. ۱۳۷۷. نشر ایرانگردان
18. 1 2  «آموزشگاه‌های یزد از آغاز تاکنون». تارنمای خبری زرتشتیان. بایگانی‌شده از اصلی در ۲۸ سپتامبر ۲۰۲۳. دریافت‌شده در ۲۶ فروردین ۱۳۹۹. مقدار |dead-url=dead نامعتبر (کمک)
19. ↑  «دانش آموزان نیم‌قرن گذشته دبستان امینی اردکان به خانه دوم رفتند». ایسنا. بایگانی‌شده از اصلی در ۱ مهر ۱۳۹۷. دریافت‌شده در ۲۰۱۹-۰۵-۱۹.
20. ↑  «خانه تاریخی سلامت». http://salamathome.ir/. بایگانی‌شده از اصلی در ۲۰ نوامبر ۲۰۲۲. دریافت‌شده در ۲۰۱۹-۰۵-۱۹. پیوند خارجی در |ناشر= وجود دارد (کمک)
21. 1 2  سپهری اردکانی، علی (۱۳۷۵). تاریخ اردکان (جلد دوم). انتشارات حنین.
22. ↑  سیرو، ماکسیم (۱۳۷۱). آثار ایران. آستان قدس رضوی.
23. ↑  "Zoroastrian Heritage". 9 July 2010. Retrieved 1 January 2020.
24. ↑  «واکنش-فرماندار-اردکان-به-تخریب-بافت-تاریخی-شریف-آباد». ایرنا. ۱۳۹۳-۰۵-۱۷. دریافت‌شده در ۲۰۲۰-۰۳-۲۶.
25. ↑  «بخشی از بافت تاریخی شریف‌آباد اردکان تخریب شد». nabro. بایگانی‌شده از روی نسخه اصلی در ۶ اکتبر ۲۰۱۹. دریافت‌شده در ۱۰ اکتبر ۲۰۱۹.
26. ↑  BOYCE, MARY. A PERSIAN
_STRONGHOLD OF
ZOROASTRIANISM  Oxford University Press 1977. شابک ‎۰−۱۹−۸۲۶۵۳۱-X
27. ↑  «شیشه اردکان صادرکننده برتر ملی شد/ ارزآوری 50 میلیون دلاری شیشه اردکان برای کشور». ایسنا. بایگانی‌شده از اصلی در ۲۳ اکتبر ۲۰۱۵. دریافت‌شده در ۲۰۱۹-۰۵-۱۹.
28. ↑  انتشار یادنامه عباس حری در قالب مجموعه‌ای از مقاله‌های علم اطلاعات
29. ↑  وزیر آموزش و پرورش جدید حذف پست کتابدار را بررسی کند
30. ↑  «آیین گرامیداشت خیر زرتشتی در اردکان برگزار شد». ایرنا. بایگانی‌شده از اصلی در ۲۳ اکتبر ۲۰۱۵. دریافت‌شده در ۲۰۱۹-۰۵-۱۹.